# Danh sách nhân vật trong Thủy hử
Trung nghĩa Thủy hử truyện (忠義水滸傳), thường được biết đến tới tên gọi Thủy hử truyện (水滸傳), là một bộ tiểu thuyết chương hồi được sáng tác thời cuối Nguyên đầu Minh. Tác giả của Thủy hử thường được cho là Thi Nại Am. Thủy hử là trong bốn tác phẩm lớn của văn học cổ điển Trung Hoa, thường gọi là nhóm Tứ đại danh tác.

## Nguyên tắc
Do số lượng các tác phẩm có đề tài Thủy hử và các anh hùng Lương Sơn Bạc có số lượng vô cùng lớn và vẫn còn gia tăng trong thời cận hiện đại. Trong đó nhiều tác phẩm có những sửa đổi rất lớn về nội dung cốt truyện cũng như hệ thống nhân vật. Vì thế nên danh sách dưới đây chỉ liệt kê các nhân vật trong những tác phẩm nhất định:
- Cổ kịch:
  - Tạp kịch thời Nguyên.
  - Tạp kịch thời Minh.
- Các phiên bản tiểu thuyết xuất bản trước năm 1911:
  - Thủy hử truyện (100 hồi), bản gần với nguyên tác thời Nguyên.
  - Thủy hử truyện (70 hồi), bản cắt bớt của Kim Thánh Thán, thời Thanh.
  - Tục Thủy hử, tức Chinh tứ khấu (30-35 hồi), phiên bản nổi tiếng nhất là Giản bản thời Minh.
  - Kim Bình Mai (100 hồi), thời Minh.
  - Hậu Thủy hử truyện (40 hồi), thời Nam Minh.
  - Thủy hử hậu truyện (45 hồi), thời Thanh.
  - Đãng khấu chí (70 hồi), thời Thanh.
  - Thủy hử toàn truyện (120 hồi), tức Viên bản, cắt nối từ bản Kim Thánh Thán và Chinh tứ khấu.
- Sách sử:
  - Đại Tống Tuyên Hòa di sự, thời Nguyên.
  - Tống sử, thời Minh.
- Điện ảnh:
  - Tất cả điện ảnh liên quan đến đề tài Lương Sơn Bạc.

Các nhân vật hậu đại Lương Sơn trong các tác phẩm từ thời cận đại trở về trước đều đưa vào danh sách. Danh sách không bao gồm những nhân vật vô danh. Tuy nhiên những nhân vật trên nếu được bổ sung tên họ từ các tác phẩm sau này, bao gồm những tác phẩm được sáng tác vào thời kỳ cận hiện đại, sẽ được thêm vào danh sách.
Về các nhân vật trong tiểu thuyết Kim Bình Mai, xem ở đây.

## A

### A Lý Nghĩa
A Lý Nghĩa (阿哩義) là một nhân vật trong Thủy hử, xuất hiện tại hồi 87. A Lý Nghĩa là một trong Nhị thập bát tú tướng quân dưới trướng Ngột Nhan thống quân, ứng với Lâu Kim Cẩu (娄金狗). Thái Ất Côn Thiên trận bị quân Lương Sơn phá vỡ, quân Liêu đại bại, không rõ kết cục ra sao.

### Á Nhĩ Kỷ Mặc Đặc
Á Nhĩ Kỷ Mặc Đặc (亚尔几默特) là một nhân vật trong Đãng khấu chí, được nhắc tới trong hồi 117. Á Nhĩ Kỷ Mặc Đặc được nhắc tới là một thợ thủ công giỏi của Tây Dương, có thể lấy thấu kính đốt chiến thuyền, chính là nhà bác học Hy Lạp Archimedes.

### An Sĩ Long
An Sĩ Long (安士隆) là một nhân vật trong Thủy hử, xuất hiện trong hồi 99. An Sĩ Long là tướng lĩnh dưới quyền Điền Hổ, theo Thái sư Biện Tường đi ngăn chặn quân Lương Sơn. Biện Tường bị Lư Tuấn Nghĩa đánh bại, An Sĩ Long mất tích.

### Ân Thái
Ân Thái (殷泰) là một nhân vật trong Cổ bản Thủy hử, xuất hiện trong hồi 4. Ân Thái có ngoại hiệu Chàng Thiên Tháp, là cường đạo trên núi Hắc Phong.
Anh em Ân Thái, Ân Xuân vốn làm nghề đánh xe, bởi vì đánh chết người, bị quan phủ truy nã nên mới trốn lên núi làm cướp. Ân Xuân sức mạnh hơn người, sử dụng binh khí là một cặp búa to. Ân Thái, Ân Xuân nghe theo ý kiến của quân sự Mặc Kỳ Đức, cách núi 3 dặm dựng một quán rượu. Hễ khách qua đường trên người có chút tiền, liền mật báo, giữa đường chặn cướp, hoặc dùng thuốc mê, cướp lấy tiền tài, sau đó đem người chặt làm vài đoạn, ném vào vực sâu cho thú hoang ăn thịt.
Đầu lĩnh Lương Sơn là Sử Tiến đi qua núi Hắc Phong, diệt trừ Ân Xuân. Lâu la trốn về báo tin, Ân Thái giận dữ, nghe theo kế Mặc Kỳ Đức, sai người chặn đường bắt Sử Tiến. Sử Tiến bị bắt nhưng được Lý Chiêu Lương giải thoát, cùng nhau chém giết. Ân Thái chống đỡ không được 10 hiệp, bị Sử Tiến đánh rơi búa, chém bay đầu, lại đâm mấy đao vào bụng cho đến khi thân người nát bét.

### Ân Xuân
Ân Xuân (殷春) là một nhân vật trong Cổ bản Thủy hử, xuất hiện trong hồi 3. Ân Xuân có ngoại hiệu Toản Địa Quỷ, là cường đạo trên núi Hắc Phong.
Anh em Ân Thái, Ân Xuân vốn làm nghề đánh xe, bởi vì đánh chết người, bị quan phủ truy nã nên mới trốn lên núi làm cướp. Ân Xuân sử dụng binh khí là Hỗn thiết điểm cương ngũ cổ thác thiên xoa (đinh ba). Ân Xuân nghe theo ý kiến của quân sự Mặc Kỳ Đức, cách núi 3 dặm dựng một quán rượu. Hễ khách qua đường trên người có chút tiền, liền mật báo, giữa đường chặn cướp, hoặc dùng thuốc mê, cướp lấy tiền tài, sau đó đem người chặt làm vài đoạn, ném vào vực sâu cho thú hoang ăn thịt.
Đầu lĩnh Lương Sơn là Sử Tiến đi qua núi Hắc Phong, vào quán rượu ăn chùa. Ân Xuân tức giận sai lâu la đem vây bắt. Sử Tiến cướp được một cây gậy, đánh với Ân Xuân được hơn 20 hiệp, thì một gậy đập vào bả vai đánh ngã, gậy tiếp theo kết liễu tính mạng.

### Âu Dương Thọ Thông
Âu Dương Thọ Thông (欧阳寿通) là một nhân vật trong Đãng khấu chí, xuất hiện tại hồi 90. Âu Dương Thọ Thông đứng hàng thứ 29 trong 36 Lôi tướng, hiệu là Nguyên Xung Tiêu Phủ Thủy Quan Khê Chân Nhiếp Ma Sứ Giả chuyển thế.
Âu Dương Thọ Thông là đồ đệ của Giáo đầu 80 vạn Cấm quân Vương Thăng, cha của Vương Tiến. Âu Dương Thọ Thông tinh thông võ nghệ, giỏi dùng song tiên, là một trong số ít Lôi tướng có khả năng thủy chiến. Vũ lực của Âu Dương Thọ Thông ngang tay với Tôn Lập, từng đánh lén đâm Tuyên Tán bị thương, sau bị Hác Tư Văn đánh đại bại trốn về. Về sau khi chinh phạt Lương Sơn, lợi dụng lúc Yến Thanh bị Cẩu Hoàn, Vân Long vây hãm, Âu Dương Thọ Thông nhân cơ hội xông vào đánh lén, vung roi đập vỡ đầu Yến Thanh.
Trở về được nhà Tống phong chức Hữu Thần Vũ Phó tướng quân, tước Vũ Định nam.

## B

### Bạch Ngọc Kiều
Bạch Ngọc Kiều là cha của Bạch Tú Anh - ca nữ xinh đẹp tài năng nổi tiếng ở huyện Vận Thành. Cha con họ Bạch kiếm sống nhờ nghề ca xướng. Lôi Hoành quen biết hai người này qua một người thân cận của ông và muốn chiêm ngưỡng tài sắc của Bạch Tú Anh. Nhưng ngay lần đầu tiên thưởng thức bài ca của Bạch Tú Anh, do Lôi Hoành không mang tiền đi trả phí xem nhạc nên bị Bạch Ngọc Kiều lớn tiếng sỉ nhục: "Ông mà biết điều thì trên đầu con chó cũng mọc được sừng !". Lôi Hoành tức tối nhảy lên đánh Bạch Ngọc Kiều nên bị quan phủ bắt lĩnh án.

### Ban Cổ Nhi
Ban Cổ Nhi (班古兒) là một nhân vật trong Thủy hử, xuất hiện tại hồi 87. Ban Cổ Nhi là một trong Nhị thập bát tú tướng quân dưới trướng Ngột Nhan thống quân, ứng với Chẩn Thủy Dẫn (軫水蚓). Thái Ất Côn Thiên trận bị quân Lương Sơn phá vỡ, quân Liêu đại bại, không rõ kết cục ra sao.

### Bàng Thu Hà
Bàng Thu Hà (庞秋霞) là một nhân vật trong Ương Thị Thủy hử truyện.
Bàng Thu Hà là em gái của Cửu Thiên Phi Long Bàng Vạn Xuân, giỏi võ nghệ lẫn đấu vật, từng kết giao với Yến Thanh và Lý Quỳ tại lôi đài của Kình Thiên Trụ tại Thái Sơn. Khi quân Lương Sơn phá huyện Thanh Khê, Bàng Thu Hà cùng anh trai liều mạng tử chiến, kết cục bị loạn đao chém chết. Yến Thanh tỏ vẻ thương tiếc, nhưng không kịp định ngăn cản.

### Bao Cát
Bao Cát (包吉) là một nhân vật trong Thủy hử, xuất hiện tại hồi 48. Bao Cát là quan tiết cấp coi ngục ở Đăng Châu.
Mao thái công cùng con trai Mao Trọng Nghĩa cướp công lao diệt hổ dữ của anh em Giải Trân, Giải Bảo, lại cùng con rể là Khổng mục Vương Chính hãm hại anh em nhà họ Giải. Vương Chính, Mao thái công đút lót Tiết cấp Bao Cát, muốn Bao Cát lén lút xử lý anh em họ Giải. Lính coi ngục Nhạc Hòa nhận ra anh em họ Giải là họ hàng, bèn tìm cách cầu cứu chị họ Cố Đại Tẩu. Tôn Lập, Tôn Tân, Cố Đại Tẩu tiến hành cướp ngục, Bao Cát bị Giải Bảo đánh chết

### Biện Quân Bảo
Biện Quân Bảo (星日馬) là một nhân vật trong Thủy hử, xuất hiện tại hồi 87. Biện Quân Bảo là một trong Nhị thập bát tú tướng quân dưới trướng Ngột Nhan thống quân, ứng với Tinh Nhật Mã (轸水蚓). Thái Ất Côn Thiên trận bị quân Lương Sơn phá vỡ, quân Liêu đại bại, không rõ kết cục ra sao.

### Bùi Trực
Bùi Trực (裴直) là một nhân vật trong Thủy hử, xuất hiện tại hồi 87. Bùi Trực là một trong Nhị thập bát tú tướng quân dưới trướng Ngột Nhan thống quân, ứng với Tâm Nguyệt Hồ (心月狐). Thái Ất Côn Thiên trận bị quân Lương Sơn phá vỡ, quân Liêu đại bại, Bùi Trực bị Dương Lâm và Trần Đạt bắt giữ, sau trao trả cho triều Liêu.

## C

### Cao Bưu
Cao Bưu (高彪) là một nhân vật trong Thủy hử, xuất hiện tại hồi 87. Cao Bưu là một trong Nhị thập bát tú tướng quân dưới trướng Ngột Nhan thống quân, ứng với Vị Thổ Trĩ (胃土雉). Thái Ất Côn Thiên trận bị quân Lương Sơn phá vỡ, quân Liêu đại bại, Cao Bưu bị Thiện Đình Khuê và Ngụy Định Quốc bắt giữ, sau trao trả cho triều Liêu.

### Cao Cầu
Cao Cầu (高俅) là một nhân vật trong Thủy hử, xuất hiện trong hồi 2. Cao Cầu người phủ Khai Phong, vốn tên là Cao Nhị, thuở nhỏ ông là người ở của Tiểu Tô học sĩ và chuyên việc chép sách.
Tính cách Cao Cầu mưu mẹo, giảo quyệt, nhờ đá cầu giỏi nên được hoàng đế nhà Tống khi đó là Tống Huy Tông trọng dụng, có quyền hành lớn trong triều, cuối cùng được phong chức Thái úy trong triều đình nhà Tống. Cao Cầu là người trực tiếp hoặc gián tiếp bức Lâm Xung, Dương Chí, Hô Diên Chước và rất nhiều hảo hán khác phải lên Lương Sơn.

### Cao Ngọc
Cao Ngọc (高玉) là một nhân vật trong Thủy hử, xuất hiện tại hồi 118. Cao Ngọc là tướng lĩnh và quan lại dưới quyền Phương Lạp, có chút mưu lược, giỏi dùng roi sắt (thiết tiên), được phong chức Thị lang, nên thường gọi là Cao thị lang. Cao Ngọc cùng Vương Dần vừa giỏi võ nghệ, lại là người có học thức nên được Phương Lạp giao cho chức quan văn, sai trấn thủ thành Hấp Châu. Khi quân Lương Sơn phá ải Dục Lĩnh, tiến quân uy hiếp thành Hấp Châu, Cao Ngọc cùng với Bàng Vạn Xuân dẫn quân đi cướp trại, bị trúng mai phục. Cao Ngọc đụng độ Hô Diên Chước, bị Hô Diên Chước đánh chết, còn Bàng Vạn Xuân bị Thang Long bắt sống.

### Cao nha nội
Cao nha nội (高衙内) là một nhân vật trong Thủy hử, xuất hiện trong hồi 4. Cao nha nội là con trai của Cao Tam Lang, anh em họ của Cao Cầu, tên thật là Cao Khảm. Bởi vì Cao Cầu phát tài muộn, chưa từng lấy vợ sinh con nên nhận con của anh em họ về làm con nuôi thừa tự, ngoại hiệu Hoa Hoa Thái Tuế (花花太岁).
Trong Đãng khấu chí, Cao nha nội tên là Cao Thế Đức.

### Cao Xung Hán
Cao Xung Hán (高冲汉) là một nhân vật trong Cổ bản Thủy hử, xuất hiện trong hồi 5. Cao Xung Hán có ngoại hiệu là Bạt Sơn Lực Sĩ (拔山力士), được mô tả là thần cao 9 thước, vai khoát eo viên, mặt như thương lam, tiếng như chim kêu, có sức khỏe vô cùng, giỏi sử dụng lưu kim bảo thảng (đinh ba), mấy chục người không thể tới gần.
Cao Xung Hán là tâm phúc của Cao Cầu và là ái tướng của Đồng Quán. Được tin Lương trung thư bắt được Yến Thanh, Cao Cầu liền phái Cao Xung Hán đến phủ Đại Danh giúp đỡ Lương trung thư. Lương trung thư cho Lý Thành đem quân hỗ trợ Cao Xung Hán áp giải Yến Thanh, Đinh Cửu Lang đến Đông Kinh. Trên đường áp tải đụng độ Vũ Tùng, Thạch Tú. Cao Xung Hán đánh với Vũ Tùng, sau đó đánh với Lư Tuấn Nghĩa, bị Lư Tuấn Nghĩa chém chết.

### Cảnh Văn
Cảnh Văn (耿文) là một nhân vật trong Thủy hử, xuất hiện tại hồi 106. Cảnh Văn là một tướng lĩnh dưới quyền Vương Khánh, phụ trách mai phục trong rừng rậm sau núi Long Trung. Quân Lương Sơn tấn công núi Long Trung, Cảnh Văn, Tiết Tán từ trong rừng xông ra, cùng My Thắng phản công, chung quy không địch lại mà bị giết.

### Cáp Lan Sinh
Cáp Lan Sinh (哈兰生) là một nhân vật trong Đãng khấu chí, xuất hiện tại hồi 91. Cáp Lan Sinh đứng hàng thứ 19 trong 36 Lôi tướng, hiệu là Cực Chân Lôi Phủ Linh Ứng Hiển Hách Phù Nguy Tế Cấp Chân Quân chuyển thế. Cáp Lan Sinh là người dân tộc Hồi. Tổ tiên là người Tây Vực di cư đến Trung Nguyên vào thời Đường, định cư ở Sơn Đông, nhiều đời làm phú hộ. Cáp Lan Sinh giữ chức Đô Đoàn luyện trang Quy Hóa thôn Chính Nhất thuộc địa hạt Thanh Châu.
Cáp Lan Sinh được mô tả là có những đặc điểm của người Ả Rập, râu quăn rậm rạp, cánh tay phải khí lực lớn vô cùng, nhưng tay trái thì so với người bình thường không khác. Vũ khí của Cáp Vân Sinh là Độc túc đồng nhân, nặng 75 cân.

### Cẩu Bang Đạt
Cẩu Bang Đạt (苟邦达) là một nhân vật trong Đãng khấu chí, xuất hiện trong hồi 77. Cẩu Bang Đạt quê quán phủ Vệ Huy, Hà Nam, tự xưng là hậu duệ của danh hiền Cẩu Biến thời Chiến quốc, giữ chức Điện tiền Đô Ngu hầu.
Cẩu Bang Đạt vì phản đối Hải Thượng Chi Minh, bị triều đình ghét bỏ, Đồng Quán nhân thế tố cáo. Cẩu Bang Đạt bị cáo buộc tư thông địch quốc (Liêu), bị xử tử. Hai con trai Cẩu Hoàn, Cẩu Anh bỏ trốn.

### Chu Báo
Chu Báo (周豹) là một nhân vật trong Thủy hử, xuất hiện tại hồi 87. Chu Báo là một trong Nhị thập bát tú tướng quân dưới trướng Ngột Nhan thống quân, ứng với Sâm Thủy Viên (參水猿). Thái Ất Côn Thiên trận bị quân Lương Sơn phá vỡ, quân Liêu đại bại, không rõ kết cục ra sao.

### Chu Tín
Chu Tín (周信) là một nhân vật trong Thủy hử, xuất hiện ở hồi 76. Chu Tín giữ chức Binh mã Đô giám Tung Châu, theo Đồng Quán thảo phạt Lương Sơn bạc. Quân Tống bại trận, Phong Mỹ, Tất Thắng bảo bệ Đồng Quán rút lui. Phong Mỹ một mình phá vây, bất ngờ liên hệ được với quân của Chu Tín. Hai tướng hợp lực chiến đấu, lại gặp được Đoàn Bằng Cử. Ba tướng hội quân với Tất Thắng, cùng bàn cách chạy về thành Tế Châu.
Trên đường tháo chạy, quân Tống đụng độ đội quân 300 người của Trương Thanh. Thấy Trương Thanh ít quân, Chu Tín xông lên đón đánh, bị Trương Thanh ném đá lõm mũi, ngã xuống dưới ngựa. Cung Vượng, Đinh Đắc Tôn phi ngựa tới đâm thủng yết hầu.

### Chủng Sư Đạo
Chủng Sư Đạo (种师道) là một nhân vật trong Thủy hử, xuất hiện trong hồi 2. Chủng Sư Đạo giữ chức Kinh lược ở phủ Diên An, thường được gọi là Lão Chủng Kinh lược Tướng công (老种經略相公). Lỗ Đạt, Thang tri trại (bố của Thang Long) đều từng tòng quân dưới trướng Lão Chủng.
Trong Đãng khấu chí, Chủng Sư Đạo xuất hiện tại hồi 77, là thường ở trong triều cùng bọn Thái Kinh, Đồng Quán, Cao Cầu, Dương Tiễn đối đầu, dưới trướng có các tướng Vân Thiên Bưu, Vương Tiến, Khang Tiệp. Nhờ sự giúp sức của bọn Trần Hi Chân mà Chủng Sư Đạo xử chém được lũ gian thần, tạo điều kiện cho Trương Thúc Dạ, Vân Thiên Bưu, Trần Hi Chân tiêu diệt Lương Sơn Bạc.
Có quan điểm cho rằng Lão Chủng Kinh lược Tướng công là Chủng Ngạc, còn Chủng Sư Đạo là Tiểu Chủng Kinh lược Tướng công. Lý do trong lịch sử nhà họ Chủng chỉ có Chủng Ngạc và Chủng Sư Đạo từng giữ chức Kinh lược, còn Chủng Sư Trung thì không.

### Chư Năng
Chư Năng (季三思) là một nhân vật trong Thủy hử, xuất hiện ở hồi 106. Chư Năng là Thủy quân Tổng quản của triều đình Vương Khánh, đóng giữ thành Sơn Nam dưới quyền Đoàn Nhị. Chư Năng chỉ huy năm trăm chiến thuyền đánh cướp thuyền lương của quân Lương Sơn. Khi đưa thuyền vào thành, phát hiện trong thuyền giấu quân lính, Chư Năng vội vã ngăn cản nhưng không thành, bị Đồng Uy giết chết, thành Sơn Nam thất thủ.

### Cố Vĩnh Hưng
Cố Vĩnh Hưng (顧永興) là một nhân vật trong Thủy hử, xuất hiện tại hồi 87. Cố Vĩnh Hưng là một trong Nhị thập bát tú tướng quân dưới trướng Ngột Nhan thống quân, ứng với Vĩ Hỏa Hổ (尾火虎). Thái Ất Côn Thiên trận bị quân Lương Sơn phá vỡ, quân Liêu đại bại, không rõ kết cục ra sao.

## D

### Diệp Thanh
Diệp Thanh (葉清), là một nhân vật trong Thủy hử, xuất hiện tại hồi 98. Diệp Thanh vốn là quản gia của nhà Cừu Thân, người huyện Giới Hưu thuộc phủ Phần Dương. Gia chủ Cừu Thân bị giặc cướp giết hại, Diệp Thanh một mặt cho người báo quan, một mặt lo liệu chôn cất cho chủ. Cừu gia sau đó chọn người khác thừa kế gia sản của Cừu Thân, Diệp Thanh cùng vợ tự mình chăm sóc tiểu thư Quỳnh Anh. Một năm sau, Điền Hổ khởi loạn, sai Ô Lê tấn công châu Phần Dương, vợ chồng Diệp Thanh và tiểu thư Quỳnh Anh bị bắt, Ô Lê nhận Quỳnh Anh làm con nuôi.
Diệp Thanh ban đầu muốn trốn, nhưng vì lo cho Quỳnh Anh, bèn ở lại, cho vợ là An thị vào hầu gia đình Ô Lê. Diệp Thanh theo Ô Lê chống Tống lập công, được Ô Lê ưu ái, cho phép ra vào súy phủ, lại tiến cử cho Điền Hổ, nhận chức Tổng quản. Một lần đem quân đến núi Thạch Thất đốn gỗ chặt đá, Diệp Thanh phát hiện ra gia chủ Cừu Thân bị Điền Hổ giết hại, chủ mẫu Tống thị vì không chịu nhục nên nhảy núi tự sát, Diệp Thanh bèn âm thầm tìm cách báo cho Quỳnh Anh biết.
Quân Lương Sơn tấn công huyện Lộ Thành, Diệp Thanh xin đem quân đi thám thính. Trấn thủ huyện Tương Viên là Từ Uy nghi ngờ, cho Thịnh Bản giám sát Diệp Thanh. Quân Diệp Thanh, Thịnh Bản đụng độ quân Lương Sơn, Thịnh Bản bị chém, Diệp Thanh may mắn chạy thoát, gặp được quân của Quỳnh Anh, bèn kể lại bí mật, bàn mưu diệt Điền Hổ. Diệp Thanh sau đó thay mặt Quỳnh Anh sang bên quân Lương Sơn đầu hàng Tống Giang, bàn mưu dâng thành. Sau Diệp Thanh lấy cớ tiến cử, đưa Trương Thanh và An Đạo Toàn thâm nhập vào thành Tương Viên, lại làm mối cho Trương Thanh kết duyên với Quỳnh Anh.
Diệp Thanh sau đó dẫn Trương Thanh ra mắt Điền Hổ, dụ Điền Hổ xuất quân. Sau khi Điền Hổ bị phá, Diệp Thanh, Quỳnh Anh cùng Trương Thanh tiến hành áp giải anh em Điền Hổ về Biện Kinh tử hình. Diệp Thanh được Tống Huy Tông phong Chính bài quân. Diệp Thanh về sau theo quân Lương Sơn đánh Vương Khánh, không lập được mấy công lao. Khi Trương Thanh theo quân đi đánh Phương Lạp, Quỳnh Anh mang thai, Diệp Thanh và vợ ở lại chăm sóc Quỳnh Anh. Diệp Thanh ốm chết sau đó một thời gian.
Diệp Thanh (葉聲) là một nhân vật trong Thủy hử, xuất hiện tại hồi 94. Diệp Thanh là một trong mười tướng lĩnh trấn thủ thành Chiêu Đức dưới quyền Điền Hổ. Sau khi quân Lương Sơn đánh bại viện binh, Hoàng Việt cùng Kim Đỉnh phát động binh biến, giết Ngưu Canh, Lãnh Ninh, Diệp Thanh, mở cửa thành đầu hàng.

### Diệp Thanh thị lang
Diệp Thanh thị lang (叶清侍郎), là một nhân vật trong Thủy hử, xuất hiện tại hồi 85. Diệp Thanh thị lang giữ chức quan thị lang, phụ tá quốc cữu Khang Lý Định An trấn thủ Bá Châu. Quân Lương Sơn do Tống Giang chỉ huy dùng mưu trá hàng, đem quân vào thành Bá Châu, Khang Lý Định An cùng hai thị lang Kim Phúc, Diệp Thanh đều bị bắt, sau được thả về Thượng Kinh.

### Du Đắc Thành
Du Đắc Thành (俞得成) là một nhân vật trong Thủy hử, xuất hiện tại hồi 87. Du Đắc Thành là một trong Nhị thập bát tú tướng quân dưới trướng Ngột Nhan thống quân, ứng với Nữ Thổ Bức (女土蝠). Thái Ất Côn Thiên trận bị quân Lương Sơn phá vỡ, quân Liêu đại bại, không rõ kết cục ra sao.
Bản dịch Hậu Thủy hử của Nhà xuất bản Văn học để là Dư Dắc Thành.

### Dương Chí
Dương Chí (楊志) là một nhân vật có thật trong lịch sử, trong Tam triều bắc minh hội biên, ông là thủ lĩnh nghĩa quân được triều đình nhà Tống chiêu an, đi tiên phong chống quân Kim.

### Dương Tiễn
Dương Tiễn (杨戬) là một nhân vật trong Thủy hử, xuất hiện trong hồi 73. Dương Tiễn là hoạn quan, gian thần cùng phe với Cao Cầu, Thái Kinh và Đồng Quán luôn có mưu đồ cướp đoạt công lao và làm hại các anh hùng Lương Sơn Bạc.
Khi Tống Giang, Lư Tuấn Nghĩa cùng các thủ lĩnh Lương Sơn Bạc còn sống sót trở về được phong chức, Dương Tiễn đồng mưu với 3 người vu cáo họ có mưu đồ làm phản. Huy Tông tỏ ra nghi ngờ, Dương Tiễn cùng 3 đại thần sai thủ hạ bỏ độc vào đồ ăn uống mà Huy Tông ban cho Tống Giang, Lư Tuấn Nghĩa để sát hại họ. Kết quả kéo theo cái chết của Lý Quỳ, Ngô Dụng và Hoa Vinh. Khi vụ việc bị phát giác do Tống Giang hiện hồn báo mộng cho Huy Tông, Dương Tiễn và mấy người cùng phe đổ trách nhiệm cho người hầu trực tiếp bỏ thuốc độc cho Tống Giang và Lư Tuấn Nghĩa và ám hại người này. Dương Tiễn, Đồng Quán, Cao Cầu, Thái Kinh chỉ bị Huy Tông trách mắng qua loa không bị trị tội.

### Dương Xuân
Dương Xuân (楊春) là một nhân vật trong Thủy hử, xuất hiện tại hồi 94. Dương Xuân là một trong mười tướng lĩnh trấn thủ thành Chiêu Đức dưới quyền Điền Hổ. Sau khi quân Lương Sơn đánh bại viện binh, Hoàng Việt cùng Kim Đỉnh phát động binh biến, giết Ngưu Canh, Lãnh Ninh, Diệp Thanh, mở cửa thành đầu hàng. Dương Xuân sau đó ra hàng quân Lương Sơn, nhưng không theo quân Lương Sơn đi đánh Vương Khánh.

## Đ

### Đặng Tiêu Tiêu
Đặng Tiêu Tiêu (邓潇潇) là nhân vật trong Thủy hử anh hùng truyện. Đặng Tiêu Tiêu là con gái của Đặng Nguyên Giác, đại tướng dưới trướng Phương Lạp. Đặng Nguyên Giác bị Hoa Vinh bắn chết trên chiến trường. Đặng Tiêu Tiêu được Bàng Vạn Xuân cứu thoát, từ đó lưu lạc phong trần, luyện tập cung tên với mục đích bắn chết Hoa Vinh tế cha.
Dù Bàng Vạn Xuân nhiều lần khuyên nhủ, Đặng Tiêu Tiêu vẫn tới phủ Ứng Thiên ám sát Hoa Vinh. Thủ hạ của Hoa Vinh là Lôi Chấn vẫn ngầm ghen tị Hoa Vinh, bèn trái lệnh truy sát Đặng Tiêu Tiêu cùng Bàng Vạn Xuân, tìm cách vu cáo Hoa Vinh cấu kết dư đảng Phương Lạp. Kết cục Đặng Tiêu Tiêu bị Lôi Chấn dùng tên bắn chết.
Hoa Vinh lên cơn giận dữ, tự mình tìm tới Lôi Chấn, cuối cùng dùng kiếm đóng Lôi Chấn lên cọc gỗ treo xác Đặng Tiêu Tiêu. Hoa Vinh trao trả thi hài Tiêu Tiêu cho Bàng Vạn Xuân. Hoa Vinh tâm tro ý lạnh, đi tới mộ Tống Giang ở Sở Châu, gặp gỡ Ngô Dụng. Cuối cùng cả hai tự sát trước mộ Tống Giang.

### Địch Thánh
Địch Thánh (狄聖) là một nhân vật trong Thủy hử, xuất hiện tại hồi 87. Địch Thánh là một trong Nhị thập bát tú tướng quân dưới trướng Ngột Nhan thống quân, ứng với Dực Hỏa Xà (翼火蛇). Thái Ất Côn Thiên trận bị quân Lương Sơn phá vỡ, quân Liêu đại bại, Địch Thánh cùng Lôi Xuân bị Hàn Thao và Bành Kỷ bắt giữ, sau trao trả cho triều Liêu.

### Đoàn Bằng Cử
Đoàn Bằng Cử (段鵬舉) là một nhân vật trong Thủy hử, xuất hiện ở hồi 76. Đoàn Bằng Cử giữ chức Binh mã Đô giám Tuy Châu, theo Đồng Quán thảo phạt Lương Sơn bạc. Quân Tống bại trận, Đoàn Bằng Cử đụng độ Hô Diên Chước, được vài hiệp thì thấy Mã Vạn Lý tử trận, thúc ngựa bỏ chạy. Phong Mỹ một mình phá vây, bất ngờ liên hệ được với quân của Chu Tín. Hai tướng hợp lực chiến đấu, lại gặp được Đoàn Bằng Cử. Ba tướng hội quân với Tất Thắng, cùng bàn cách chạy về thành Tế Châu.
Trên đường tháo chạy, quân Tống bị Lý Quỳ, Bào Húc, Hạng Sung, Lý Cổn tập kích. Đoàn Bằng Cử bị Lý Quỳ dùng một búa chém ngã ngựa, một búa bổ đầu, một búa chém yết hầu, không còn cơ hội sống.

### Đoàn Thường
Đoàn Thường (段常) là một nhân vật trong Thủy hử, xuất hiện trong hồi 64. Đoàn Thường là thủ hạ của Thái Kinh. Khi Thái Kinh sai Quan Thắng, Tuyên Tán, Hác Tư Văn đi đánh Lương Sơn, sai Đoàn Thường trông coi quân lương.

### Đỗ Học
Đỗ Học (杜壆, còn viết 杜嶨, 杜峃), có đoạn dịch thành Đỗ Canh, là một nhân vật trong Thủy hử, xuất hiện tại hồi 107. Đỗ Học là một tướng lĩnh cao cấp trong chính quyền Vương Khánh, giữ chức Đô đốc, sử dụng vũ khí là bát xà mâu. Khi quân Lương Sơn tiến công thành Tây Kinh và Kinh Nam, Vương Khánh sai Đỗ Học nhận binh phù, tướng lệnh, đem 12 phó tướng cùng hai vạn quân đi cứu viện Tây Kinh.
Lư Tuấn Nghĩa dàn quân ở tây Long Môn mười dặm chờ quân Đỗ Học tới. Hai bên đối chiến, quân Hà Bắc bị mất hai tướng Vệ Hạc, Phong Thái. Đỗ Học quyết đoán, bỏ qua Biện Tường, giao chiến với chủ soái quân Tống là Lư Tuấn Nghĩa, hơn 50 hiệp không phân thắng bại. Tôn An sợ Lư Tuấn Nghĩa, lao lên trợ chiến, chém chết tướng Hà Bắc là Trác Mậu cản đường. Đỗ Học thấy Trác Mậu bị chết, chùn tay, bị Tôn An chém đứt tay phải. Kết cục bị Lư Tuấn Nghĩa đâm chết.

### Đỗ Vi
Đỗ Vi (杜微) là một nhân vật trong Thủy hử, xuất hiện tại hồi 118. Đỗ Vi vốn là thợ rèn ở Hấp Châu, biết rèn quân khí, nên được Phương Lạp chiêu mộ. Đỗ Vi sử dụng phi đao, đồng thời cũng chỉ huy bộ binh, được Phương Lạp phong chức Bộ Thân quân Đô Thái úy, Phiêu kỵ Thượng tướng quân.
Trong trận Thanh Khê, khi Tần Minh đang giao chiến với Phương Kiệt, Đỗ Vi dùng phi đao đánh lén. Tần Minh né được phi đao nhưng lại bị Phương Kiệt dùng kích đâm chết. Khi quân Lương Sơn phá thành Thanh Khê, Đỗ Vi lại dùng phi đao giết chết Úc Bảo Tứ, sau đó đấu phi đao với Tôn Nhị Nương, giành thắng lợi, Tôn Nhị Nương tử trận.
Cuối cùng, Đỗ Vi tìm chỗ trốn ở nhà kỹ nữ Vương Kiều Kiều, vốn được Đỗ Vi bao nuôi, bị chủ nhà đem bắt dâng cho Tống Giang. Tống Giang sau đó chém đầu Lâu Mẫn Trung, sau Thái Khánh đem Đỗ Vi mổ bụng lấy nội tạng, nhỏ máu để tế Tần Minh, Nguyễn Tiểu Ngũ, Úc Bảo Tứ, Tôn Nhị Nương.

### Đồng Lý Hợp
Đồng Lý Hợp (童里合) là một nhân vật trong Thủy hử, xuất hiện tại hồi 87. Đồng Lý Hợp là một trong Nhị thập bát tú tướng quân dưới trướng Ngột Nhan thống quân, ứng với Tỉnh Mộc Ngạn (井木犴). Thái Ất Côn Thiên trận bị quân Lương Sơn phá vỡ, quân Liêu đại bại, không rõ kết cục ra sao.

### Đồng Quán
Đồng Quán (童貫) là một nhân vật trong Thủy hử, xuất hiện trong hồi 73. Đồng Quán là gian thần trong triều đình Tống Huy Tông, cùng phe với Cao Cầu, Thái Kinh và Dương Tiễn. Khi Tống Huy Tông có chủ trương chiêu an Tống Giang, Đồng Quán cùng ý kiến với Cao Cầu, phản đối chiêu an, do đó khi Tống Huy Tông thu nhận cho các thủ lĩnh Lương Sơn Bạc đầu hàng, Đồng Quán và Cao Cầu rất thù ghét họ.
Trong trận chinh chiến dẹp Phương Lạp, Tống Giang và các anh hùng Lương Sơn Bạc là người đi tiên phong, cướp thành giết địch, còn Đồng Quán chỉ dẫn hậu quân theo sau để nhận thành quả, rồi trở về được phong chức. Trên thực tế, Đồng Quán có nhiều công lao chinh chiến trong việc dẹp Phương Lạp.
Cuối cùng, khi Tống Giang, Lư Tuấn Nghĩa cùng các thủ lĩnh Lương Sơn còn sống sót trở về được phong chức, Đồng Quán đồng mưu với 3 người vu cáo họ có mưu đồ làm phản. Huy Tông tỏ ra nghi ngờ, Đồng Quán cùng 3 đại thần sai thủ hạ bỏ độc vào đồ ăn uống mà Huy Tông ban cho Tống Giang, Lư Tuấn Nghĩa để sát hại họ. Kết quả kéo theo cái chết của Lý Quỳ, Ngô Dụng và Hoa Vinh. Khi vụ việc bị phát giác do Tống Giang hiện hồn báo mộng cho Huy Tông, Đồng Quán và mấy người cùng phe đổ trách nhiệm cho người hầu trực tiếp bỏ thuốc độc cho Tống Giang và Lư Tuấn Nghĩa và ám hại người này. Đồng Quán, Cao Cầu, Thái Kinh và Dương Tiễn chỉ bị Huy Tông trách mắng qua loa không bị trị tội.

### Đổng Phương
Đổng Phương (董芳) là một nhân vật trong Thuyết Nhạc toàn truyện, xuất hiện tại hồi 28. Đổng Phương là con trai của Đổng Bình. Sau khi Đổng Bình tử trận, Đổng Phương lưu lạc giang hồ, cùng Trương Quốc Tường lạc thảo làm cướp. Đổng Phương tụ tập lâu la, chiếm núi Sư Tử, hoành hành một vùng.
Khi Nhạc Phi đại chiến Ngột Truật tại núi Ái Hoa, Đổng Phương cùng Trương Quốc Tường tụ tập lâu la chặn đường quân. Tuy vậy vẫn để cho Ngột Thuật đào thoát. Đổng Phương và Trương Quốc Tường được Nhạc Phi thuyết phục, gia nhập Nhạc gia quân.

### Đường Hiển
Đường Hiển (唐显), là một nhân vật trong Thủy hử, xuất hiện tại hồi 98. Đường Hiển là một tướng lĩnh dưới quyền Điền Hổ, phó tướng trân thủ huyện Tương Viên. Khi Lương Sơn giao chiến với quân Lương Sơn, bị Tôn An một kiếm chém xuống ngựa.

## G

### Giả phu nhân
Giả phu nhân (贾夫人) tức Giả thị (贾氏), là một nhân vật trong Thủy hử, xuất hiện tại hồi 61. Giả phu nhân là vợ của Lư Tuấn Nghĩa, sau đó lại tư thông với Lý Cố, đuổi Yến Thanh, vu cáo Lư Tuấn Nghĩa. Kết cục khi quân Lương Sơn phá thành Đại Danh, bị Lư Tuấn Nghĩa chém chết.
Trong tác phẩm Thủy hử tân truyện của Chử Đồng Khánh, Giả phu nhân có tên thật là Giả Phượng Tiên (賈鳳仙).
Giả phu nhân (贾夫人), là một nhân vật trong Đãng khấu chí, xuất hiện tại hồi 94. Giả phu nhân là vợ của Trương Kế.

### Giả Mậu
Giả Mậu (賈茂) là một nhân vật trong Thủy hử, xuất hiện tại hồi 87. Giả Mậu là một trong Nhị thập bát tú tướng quân dưới trướng Ngột Nhan thống quân, ứng với Cơ Thủy Báo (箕水豹). Thái Ất Côn Thiên trận bị quân Lương Sơn phá vỡ, quân Liêu đại bại, không rõ kết cục ra sao.

## H

### Hạ Cát
Hạ Cát (郭矸) là một nhân vật trong Thủy hử, xuất hiện tại hồi 106. Hạ Cát là một tướng lĩnh dưới quyền Vương Khánh, cùng My Thắng, Quách Canh, Trần Uân cầm hai vạn quân trấn thủ núi Long Trung. Quân Lương Sơn tấn công Long Trung, Hạ Cát dẫn quân đón đánh Tôn An, Biện Tường. Hạ Cát đánh với Tôn An được hơn 30 hiệp thì bị Tôn An vung kiếm chém xuống ngựa.

### Hàn Khởi Long
Hàn Khởi Long (韩起龙) là một nhân vật trong Thuyết Nhạc toàn truyện, xuất hiện tại hồi 62. Hàn Khởi Long là cháu của Hàn Thao. Cha của Khởi Long chịu ân của Nhạc Phi nên trong nhà đặt bài vị của họ Nhạc. Nhạc Lôi đi qua, thấy bài vị của cha mình, bèn kết nghĩa anh em với Khởi Long.
Nhạc Lôi nhiều lần gặp nạn, đều là Hàn Khởi Long cùng các anh em liều mình cứu giúp thoát hiểm. Nhạc phu nhân bị đày đi Vân Nam, Nhạc Lôi từ Thái Hành Sơn mượn tới binh mã, lao tới Vân Nam tìm mẹ. Hàn Khởi Long theo Nhạc Lôi đánh tam quan.
Tại Bình Nam quan, Hàn Khởi Long đả thương Tổng binh quan Ba Vân. Con gái Bá Vân là Ba Tú Lâm (巴秀琳) vì cha báo thù, đánh với Hàn Khởi Long. Cuối cùng Ba Tú Lâm bị Hàn Khởi Long cưỡng bức tại Vấn Nguyệt am, khiến Ba Vân phẫn nộ mà chết.
Nhạc Lôi tảo bắc, Hàn Khởi Long theo quân chinh chiến, nhiều lập công lao, chiến thắng trở về được thụ phong Tổng binh quan.

### Hàn Thiên Lân
Hàn Thiên Lân (韓天麟) là một nhân vật trong Thủy hử, xuất hiện ở hồi 76. Hàn Thiên Lân giữ chức Binh mã Đô giám Đường Châu, theo Đồng Quán thảo phạt Lương Sơn bạc. Quân Tống bại trận, Phong Mỹ, Tất Thắng, Hàn Thiên Lân, Vương Nghĩa bảo bệ Đồng Quán rút lui. Trên đường tháo chạy, quân Tống bị Đổng Bình, Sách Siêu tập kích. Vương Nghĩa bị Sách Siêu chém chết, Hàn Thiên Lân thúc ngựa tới cứu cũng bị Đổng Bình đâm chết.

### Hầu Phát
Hầu Phát (侯发) là một nhân vật trong Đãng khấu chí, xuất hiện tại hồi 92. Hầu Phát là em trai Hầu Mông, giữ chức Tri phủ Lai Châu. Hầu Mông muốn xin triều đình chiêu an Lương Sơn đi đánh Phương Lạp, bèn cử Hầu Phát lên Lương Sơn báo tin. Hầu Phát được Tống Giang tiếp đãi, cử Lã Phương, Quách Thịnh theo hầu.

### Hoa Nhị Nương
Hoa Nhị Nương là một nhân vật trong Thủy hử, xuất hiện ở hồi 33, là em gái Hoa Vinh. Khi Tần Minh bị quan tri phủ Thanh Châu Mộ Dung Ngạn Đạt khép tội phản tặc và giết hết vợ con, Tống Giang và Hoa Vinh biết chuyện đã gả Hoa Nhị Nương cho Tần Minh làm vợ mới. Bà là người phụ nữ hiền thục, ôn hoà, đã nhanh chóng bù đắp nỗi đau mất gia đình của Tần Minh.
Sau này Tần Minh tử trận trong trận đánh với quân Phương Lạp, Hoa Nhị Nương theo anh trai và chị dâu đến quận Hoành Hải làm đô thống chế.

### Hoàn Dật
Hoàn Dật (桓逸) là một nhân vật trong Thủy hử, xuất hiện tại hồi 116. Hoàn Dật là quan Thiêm thư của triều đình Phương Lạp, được Lâu Mẫn Trung giới thiệu cho Sài Tiến. Sau khi thành Thanh Khê bị phá, Tống Giang cho chém đầu toàn bộ các quan lại của triều đình Phương Lạp, trong đó có Hoàn Dật.

### Hoàng Việt
Hoàng Việt (黄钺) là một nhân vật trong Thủy hử, xuất hiện tại hồi 94. Hoàng Việt là một trong mười tướng lĩnh trấn thủ thành Chiêu Đức dưới quyền Điền Hổ. Quân Lương Sơn ban đầu thua trận, các tướng Lý Quỳ, Đường Bân,... bị Kiều Đạo Thanh bắt sống, bị tra tấn không đầu hàng, khiến Hoàng Việt cảm phục. Sau khi quân Lương Sơn đánh tan viện binh của Kiều Đạo Thanh, Tống Giang viết thư dụ hàng bắn vào trong thành. Hoàng Việt hợp mưu với Kim Đỉnh tiến hành binh biến, giết chết Ngưu Canh, Lãnh Ninh, Diệp Thanh, chặt đầu treo ở cửa thành, sau đó mở cửa thành đầu hàng. Kim Đỉnh cùng Hoàng Việt sau đó dẫn Ông Khuê, Thái Trạch, Dương Xuân ra hàng quân Lương Sơn. Khi được Tống Giang khen ngợi, Hoàng Việt đáp lại: Bọn tiểu nhân chúng tôi không sớm quy hàng là đắc tội lắm, không ngờ lại được tiên phong tiếp đãi trọng hậu. Ơn này xin ghi lòng tạc dạ, thề chết để báo đền.
Trong chiến dịch Hoài Tây chống Vương Khánh, Hoàng Việt cùng các hàng tướng Hà Bắc theo quân Lương Sơn xuất trận, xin được ra trận để báo đáp. Khi đánh Kỷ Sơn quân, Hoàng Việt cùng Kim Đỉnh xuất trận đối chiến với Viên Lãng, được 30 hiệp, thì Kim Đỉnh bị Viên Lãng đâm chết. Hoàng Việt vội dùng thương đâm Viên Lãng, bị Viên Lãng né được, thuận thế bắt sống. Tần Minh định cứu nhưng không kịp. Hoàng Việt sau đó bị quân đội Vương Khánh dưới quyền chỉ huy của Lý Hoài chém đầu. Thủ cấp của Hoàng Việt được Đằng Kham cắm vào sào vác theo quân tiên phong.

### Hồ Anh
Hồ Anh (胡英) là một nhân vật trong Thủy hử, xuất hiện tại hồi 99. Hồ Anh là một tướng lĩnh dưới quyền Điền Hổ, giữ chức Đô đốc. Hồ Anh theo Điền Hổ đi đóng quân ở núi Đồng Đề. Quân Điền Hổ bị Tống Giang đánh bại, rút lui về thành Tương Viên. Hồ Anh dẫn quân vào thành thì bị trúng kế của Trương Thanh, cùng hơn 3.000 quân bị lọt vào hố sâu, toàn bộ bị quân Lương Sơn dùng giáo dài xiên chết.

### Hồ Hiển
Hồ Hiển (胡显) là một nhân vật trong Thủy hử, xuất hiện ở hồi 110. Hồ Hiển là trấn thủ thành Đông Xuyên của triều đình Vương Khánh. Hồ Hiển có anh trai là Hồ Tuấn, sau này quy hàng quân Tống Giang. Khi được Hồ Tuấn khuyên bảo, Hồ Hiển mở thành đầu hàng, hiến thành cho Lý Tuấn. Sau khi bình định, anh em họ Hồ được phong chức Thủy quân Đoàn luyện Đông Xuyên.

### Hồng Tín
Hồng Tín (洪信), tức Hồng thái úy (洪太尉) là một nhân vật trong Thủy hử, xuất hiện tại hồi 1. Hồng Tín là quan Điện tiền Thái úy thời Tống Nhân Tông.
Thời niên hiệu Gia Hựu, Hồng Tín nhận mệnh Tống Nhân Tông đi tới núi Long Hổ thuộc Tín Châu, lộ Giang Tây thỉnh Trương Thiên Sư vào triều lập đàn cầu trời. Trên đường đi lên núi, Hồng Tín lạc vào Phục Ma điện trong Thượng Thanh cung, dựa dẫm quyền thế ép buộc trụ trì mở ra Phục Ma điện, khiến cho ba mươi sáu Thiên Cương tinh, bảy mươi hai Địa Sát tinh bị trấn áp thoát ra. Các sao đi đầu thai, chính là 108 hảo hán Lương Sơn Bạc.

## K

### Kha Thủ
Kha Thủ (柯守) là một nhân vật trong Giản bản Thủy hử, xuất hiện tại hồi 84. Kha Thủ giữ chức Thái thú, trấn thủ thành Lăng Châu. Điền Hổ nổi dậy, sai các tướng Vương Cát, Trương Tường công chiếm huyện Hưu Ninh thuộc Lăng Châu. Kha Thủ không làm gì được, tấu lên triều đình. Khi Quan Thắng dẫn quân tới cứu viện, Kha Thủ cho người tiếp đón, nói rõ tình hình quân Điền Hổ.

### Khấu Trấn Viễn
Khấu Trấn Viễn (寇镇远) là một nhân vật trong Thủy hử, xuất hiện tại hồi 87. Khấu Trấn Viễn là tướng lĩnh Đại Liêu, giữ chức Yên Kinh Kiêu tướng. Lương Sơn đánh bại quân của Ngột Nhan Diên Thọ, Khấu Trấn Viễn cùng Quỳnh Yêu Nạp Diên xin Thống quân Ngột Nhan Quang cho cầm quân cứu viện U Châu. Khấu Trấn Viễn được Ngột Nhan Quang phong làm Phó tiên phong, dẫn theo 1 vạn quân xuất chiến.
Quân cứu viện đụng độ chủ lực của Lương Sơn, Quỳnh Yêu Nạp Diên đánh bại Sử Tiến, bị Hoa Vinh bắn tên ngã ngựa, Sử Tiến quay lại chém chết. Khấu Trấn Viễn tức giận, xông lên trước trận, đấu với Tôn Lập được 20 hiệp thì lui lại. Tôn Lập đang muốn lập công, lắp tên bắn Khấu Trấn Viễn. Khấu Trấn Viễn bắt được mũi tên, tự mình lấy cung bắn trả. Tôn Lập thấy tên bắn tới, thấy không tránh thoát, vội đổ người, giả vờ bị trúng tên. Khấu Trấn Viễn không biết xách thương xông tới. Tôn Lập nhoài dậy, né thương, sau đó tóm lấy Khấu Trấn Viễn, dùng roi sắt đập gãy xương cổ mà chết.
Mô tả trận đối chiến giữa Khấu Trấn Viễn và Tôn Lập được xem là kinh điển trong văn học cổ điển Trung Quốc. Những năm 80 của thế kỷ XX, bộ tranh Phá Liêu quốc đồ lao vô công lấy trận đánh này làm bìa họa quyển.

### Kiều Tú
Đồng Kiều Tú (童娇秀) là một nhân vật trong Thủy hử, xuất hiện tại hồi 101. Kiều Tú con gái của Đồng Thế, em trai của Đồng Quán với con gái của Dương Tiễn. Kiều Tú được Đồng Quán nuôi nấng như con ruột, năm 16 tuổi đem gả cho con trai của Thái Du, trở thành cháu dâu của Thái Kinh.
Con trai Thái Du bị ngốc bẩm sinh, Kiều Tú biết được, thường ngày oán hận. Khi đi chơi ở Cấn Nhạc, Kiều Tú gặp phải Vương Khánh, thấy Vương Khánh dung mạo uy vũ, thân thể cường tráng, sinh lòng tương tư. Kiều Tú sai thị nữ đi hỏi Đổng ngu hầu về thân thế Vương Khánh, rồi tìm người dẫn mối, tư thông với nhau.
Về sau Vương Khánh trong một lần uống rượu với Trương Bân, say rượu để lộ chuyện. Việc đến tai Đồng Quán, Kiều Tú bị đưa đến Thái phủ bái đường. Vương Khánh ban đầu sợ hãi, không dám tới Đồng phủ, cuối cùng bị Đồng Quán cùng Thái Kinh cho người bắt tội, tìm cách giết chết.

### Kim Đỉnh
Kim Đỉnh (金鼎) là một nhân vật trong Thủy hử, xuất hiện tại hồi 94. Kim Đỉnh là một trong mười tướng lĩnh trấn thủ thành Chiêu Đức dưới quyền Điền Hổ. Sau khi quân Lương Sơn đánh tan viện binh của Kiều Đạo Thanh, Tống Giang viết thư dụ hàng bắn vào trong thành. Kim Đỉnh hợp mưu với Hoàng Việt tiến hành binh biến, giết chết Ngưu Canh, Lãnh Ninh, Diệp Thanh, chặt đầu treo ở cửa thành, sau đó mở cửa thành đầu hàng. Kim Đỉnh cùng Hoàng Việt sau đó dẫn Ông Khuê, Thái Trạch, Dương Xuân ra hàng quân Lương Sơn.
Trong chiến dịch Hoài Tây chống Vương Khánh, Kim Đỉnh cùng các hàng tướng Hà Bắc theo quân Lương Sơn xuất trận, xin được ra trận để báo đáp. Khi đánh Kỷ Sơn quân, Kim Đỉnh cùng Hoàng Việt xuất trận đối chiến với Viên Lãng, được 30 hiệp, đao của Kim Đỉnh bị đánh quằn lưỡi. Kim Đỉnh thu đao không kịp, bị Viên Lãng dùng giáo đâm xuyên cả đầu lẫn mũ giáp, xác chết rơi khỏi lưng ngựa.
Bản dịch Hậu Thủy hử của Nhà xuất bản Văn học để là Kim Đĩnh.

### Kim Phúc thị lang
Kim Phúc thị lang (金福 侍郎), là một nhân vật trong Thủy hử, xuất hiện tại hồi 85. Kim Phúc thị lang giữ chức quan thị lang, phụ tá quốc cữu Khang Lý Định An trấn thủ Bá Châu. Quân Lương Sơn do Tống Giang chỉ huy dùng mưu trá hàng, đem quân vào thành Bá Châu, Khang Lý Định An cùng hai thị lang Kim Phúc, Diệp Thanh đều bị bắt, sau được thả về Thượng Kinh.

## L

### La Tiễn
La Tiễn (羅戩) là một nhân vật trong Thủy hử, xuất hiện ở hồi 101. La Tiễn là người Đạt Châu (Tứ Xuyên), nguyên quán Vân An quân, giữ chức Vũ học dụ trong triều đình nhà Tống, thường gọi là La Vũ dụ.
Vương Khánh nổi lên ở Hoài Tây, đánh chiếm nhiều châu huyện, trong đó có Vân An. Bọn Đồng Quán, Thái Du đánh dẹp thất bại nhưng giấu giếm không báo. La Tiễn nổi giận, ở nhà Vũ học mắng Thái Kinh, trần thuật sự thực, xin Hoàng đế tuyển tướng điều quân đi đánh dẹp. Bấy giờ, quân Lương Sơn mới đánh dẹp xong Điền Hổ, Thái Kinh cùng Đồng Quán, Cao Cầu, Dương Tiễn tính toán buộc quân Lương Sơn không cần hồi kinh, lập tức chuyển hướng đi đánh Vương Khánh, lại cho Hầu Mông, La Tiễn theo quân, cốt để chờ quân Lương Sơn bại trận thì hãm hại cả lũ.
Hầu Mông, La Tiễn mang chiếu sắc, vàng bạc, áo lụa, giáp ngựa, ngự tửu đến Hà Bắc úy lạo quân Lương Sơn. Quân Lương Sơn đến cứu viện Uyển Châu, Trần Quán, Hầu Mông, La Tiễn ban đầu đóng giữ Dương Địch, sau khi Lưu Mẫn bại trận thì đóng ở thành Uyển Châu, lo cung ứng lương thảo, quân nhu. Mưu sĩ Tả Mưu của Vương Khánh bày kế cho Đoàn Nhị lấy quân ba châu Sơn Nam, Quân Châu, Củng Châu cùng tấn công Uyển Châu là hậu phương của quân Lương Sơn. Bấy giờ, các tướng Hoa Vinh, Lâm Xung, Lã Phương, Quách Thịnh đều đã dẫn quân ra khỏi thành, trong thành Uyển Châu chỉ có một vạn quân già yếu với hai tướng Tuyên Tán, Hác Tư Văn, lại phải đối mặt với ba vạn quân Củng Châu do Quý Tam Tư, Nghê Triệp chỉ huy. Trần Quán, Hầu Mông, La Tiễn nghe theo kế của Tiêu Nhượng, đại phá quân địch.
Sau đó, Trần Quán, Hầu Mông, La Tiễn cùng Lâm Xung, Hoa Vinh đánh dẹp các huyện ở Uyển Châu và Sơn Nam. La Tiễn được Trần Quán phái đến Sơn Nam trấn thủ, thay cho quân chủ lực Lương Sơn tiến đến sào huyệt Nam Phong của Vương Khánh. Vương Khánh bị dẹp yên, La Tiễn theo quân khải hoàn, được thăng quan tước, ban thưởng nhiều bạc lụa.

### Lâm đề hạt
Lâm đề hạt (林提轄) là một nhân vật trong Thủy hử, được nhắc tới tại hồi 7. Lâm đề hạt là cha của Lâm Xung, giữ chức quan võ, từng gặp gỡ Lỗ Trí Thâm ở Đông Kinh.

### Lâu Mẫn Trung
Lâu Mẫn Trung (娄敏中) là một nhân vật trong Thủy hử, xuất hiện tại hồi 116. Lâu Mẫn Trung là Tả Thừa tướng của triều đình Phương Lạp, thường gọi là Lâu thừa tướng. Lâu Mẫn Trung tính tình cả tin, cho phép anh em Nguyễn Tiểu Ngũ, Nguyễn Tiểu Thất trá hàng. Về sau, Sài Tiến và Yến Thanh dùng tên giả để thâm nhập vào triều đình Phương Lạp, Lâu Mẫn Trung lại dễ dàng tin tưởng, tiến cử Sài Tiến với Phương Lạp, lại làm mối cho Sài Tiến cưới công chúa Kim Chi (con gái Phương Lạp). Vì nguyên nhân trên nên quân Lương Sơn tiến hành nội ứng ngoại hợp phá vỡ Thanh Khê. Lúc thành phá, Lâu Mẫn Trung bèn giết Nguyễn Tiểu Ngũ, sau đó hối hận, biết bản thân không thoát nên treo cổ tự sát ở rừng tùng. Tống Giang cho người chặt đầu, đem đi tế Nguyễn Tiểu Ngũ.

### Lôi bà bà
Lôi bà bà là mẹ Lôi Hoành.

### Lôi Xuân
Lôi Xuân (雷春) là một nhân vật trong Thủy hử, xuất hiện tại hồi 87. Lôi Xuân là một trong Nhị thập bát tú tướng quân dưới trướng Ngột Nhan thống quân, ứng với Liễu Thổ Chương (柳土獐). Thái Ất Côn Thiên trận bị quân Lương Sơn phá vỡ, quân Liêu đại bại, Lôi Xuân cùng Địch Thánh bị Hàn Thao và Bành Kỷ bắt giữ, sau trao trả cho triều Liêu.

### Lưu Chí Đạt
Lưu Chí Đạt (劉志達) là một nhân vật trong Giản bản Thủy hử, xuất hiện tại hồi 110. Lưu Chí Đạt là một tướng lĩnh của triều đình Phương Lạp, làm Nha tướng trấn thủ ải Độc Tùng. Quân Lương Sơn tấn công ải Độc Tùng, Lưu Chí Đạt bị Thôi Dã giết chết.

### Lưu Lân
Lưu Lân (劉麟) là một nhân vật trong Đãng khấu chí, xuất hiện tại hồi 77. Lưu Lân đứng hàng thứ 28 trong 36 Lôi tướng, hiệu là Nguyên Tông Lôi Phủ Thủy Quan Khê Chân Khu Tà Sứ Giả chuyển thế. Lưu Lân là con trai của Lưu Quảng, em của Lưu Kỳ, là anh họ (biểu huynh) của Trần Lệ Khanh.
Vũ khí Lưu Lân sử dụng là song giản, kỹ năng bơi rất tốt. Lưu Lân theo Lưu Quảng, Trần Hy Chân lên Viên Tí Trại, bắt sống Tri phủ Nghi Châu Cao Phong để tế Lưu mẫu. Sau theo quân triều đình đánh dẹp Lương Sơn, lập công bắt sống Bào Húc. Về triều được phong Tả Thần Vũ phó tướng quân, tước Vũ Dương nam.
Nguyên mẫu nhân vật của Lưu Lân là con trai của Lưu Dự, vua của nước Tề do quân Kim lập ra sau Sự kiện Tĩnh Khang. Lưu Lân trong lịch sử từng đem quân đánh đuổi Tống Cao Tông. Mặt khác Lưu Lân trong Đãng khấu chí lại có tính cách, thân phận khác so với gia đình Lưu Quảng. Từ đó kết luận Lưu Lân trong Đãng khấu chí là con của Lưu Dự, là tòng tử (cháu họ) của Lưu Quảng.

### Lưu Nhân
Lưu Nhân (劉仁) là một nhân vật trong Thủy hử, xuất hiện tại hồi 87. Lưu Nhân là một trong Nhị thập bát tú tướng quân dưới trướng Ngột Nhan thống quân, ứng với Đê Thổ Hạc (氐土貉). Thái Ất Côn Thiên trận bị quân Lương Sơn phá vỡ, quân Liêu đại bại, không rõ kết cục ra sao.

### Lưu Tử Vũ
Lưu Tử Vũ (劉子羽; 1086–1146), tự Ngạn Tu (彦修), quê ở thôn Phủ Tiền, làng Ngũ Phu, Sùng An, Kiến Châu, con trai của Lưu Cáp. Trong lịch sử theo cha đánh dẹp Phương Lạp, thụ chức Nha úy thừa.

### Lý Cố
Lý Cố (李固) là một nhân vật trong Thủy hử, xuất hiện tại hồi 62. Lý Cố là chủ quản trong phủ Lư Tuấn Nghĩa, thường được gọi là Lý đô quản.
Lý Cố nguyên quán Đông Kinh (Biện Kinh), khi đến Bắc Kinh (Đại Danh) tìm người quen không gặp, phải đi ăn mày, đói rét sắp chết đói thì được Lư Tuấn Nghĩa cứu giúp, nhận làm gia nhân. Được vài năm, Lý Cố được Lư Tuấn Nghĩa tin tưởng, giao cho làm chủ quản, coi sóc cả Lư phủ, quản hơn 40, 50 người làm.
Lý Cố thường dựa thế, nói xấu Yến Thanh (con nuôi của Lư) trước mặt Lư Tuấn Nghĩa, lại tư thông với vợ Lư Tuấn Nghĩa là Giả thị (賈氏). Sau đó Lý Cố phản chủ vu cáo Lư Tuấn Nghĩa làm phản với Trung thư Lương Ngạn Đạt để chiếm gia sản. Kết cục, khi quân Lương Sơn phá thành Đại Danh, bị Lư Tuấn Nghĩa giết.

### Lý Ích
Lý Ích (李益) là một nhân vật trong Thủy hử, xuất hiện tại hồi 87. Lý Ích là một trong Nhị thập bát tú tướng quân dưới trướng Ngột Nhan thống quân, ứng với Nguy Nguyệt Yến (危月燕). Thái Ất Côn Thiên trận bị quân Lương Sơn phá vỡ, quân Liêu đại bại, không rõ kết cục ra sao.

### Lý Minh
Lý Minh (李明) là một nhân vật trong Thủy hử, xuất hiện ở hồi 76. Lý Minh giữ chức Binh mã Đô giám Hứa Châu, theo Đồng Quán thảo phạt Lương Sơn bạc. Quân Tống bại trận, Ngô Bỉnh Di, Lý Minh thu thập tàn quân tới cứu Đồng Quán. Trên đường bị Dương Chí, Sử Tiến cản lại. Lý Minh nâng thương đánh với Dương Chí hơn 30 hiệp, thấy Ngô Bỉnh Di bị Sử Tiến chém chết, thúc ngựa bỏ chạy. Dương Chí hét lớn một tiếng, chém chết ngựa của Lý Minh, nhân lúc Lý Minh quay người bỏ trốn thì đuổi theo chém chết.

### Lý Phục
Lý Phục (李復) là một nhân vật trong Thủy hử, xuất hiện tại hồi 87. Lý Phục là một trong Nhị thập bát tú tướng quân dưới trướng Ngột Nhan thống quân, ứng với Trương Nguyệt Lộc (張月鹿). Thái Ất Côn Thiên trận bị quân Lương Sơn phá vỡ, quân Liêu đại bại, không rõ kết cục ra sao.

### Lý Phượng Minh
Lý Phượng Minh (李鳳鳴) là một nhân vật trong Đãng khấu chí, xuất hiện tại hồi 85. Lý Phượng Minh là một trong bốn Đề hạt dưới quyền Tri phủ Nghi Châu Cao Phong.
Lý Phượng Minh cùng Triệu Long, Tôn Lân, Tiền Phi Hổ là bốn Đề hạt theo quân Cao Phong chinh thảo Viên Tí trại, trả thù Trần Hi Chân, Lưu Quảng phá thành Nghi Châu. Trong trận, cả bốn tướng đối đầu với Trần Lệ Khanh, bốn tướng không địch lại, đều thua trận. Cao Phong thấy các tướng thua trận, dùng phép thuật vây khốn Trần Lệ Khanh. Trần Hi Chân dẫn viện binh tới cứu, quân Cao Phong đại bại rút lui.
Sau Cao Phong dẫn Triệu Long, Tôn Lân, Lý Phượng Minh truy đuổi Lưu Huệ Nương, bị trúng mai phục. Lý Phượng Minh bị Chân Tường Lân chém chết.

## M

### Mã Sĩ Hoằng
Mã Sĩ Hoằng (馬士弘) là một nhân vật trong Thủy hử, xuất hiện tại hồi 53. Mã Sĩ Hoằng là phủ doãn Kế Châu của nước Liêu, rất sùng bái La chân nhân. Lý Quỳ bị La chân nhân trừng phạt, sai Hoàng Cân lực sĩ ném vào giữa sảnh nha, đúng lúc Mã Sĩ Hoằng đang ở đó. Mã Sĩ Hoằng cho rằng Lý Quỳ là yêu nhân, cho người bắt giữ, tống vào trong ngục không hỏi tới.

### Mã Vạn Lý
Mã Vạn Lý (馬萬里) là một nhân vật trong Thủy hử, xuất hiện ở hồi 76. Mã Vạn Lý giữ chức Binh mã Đô giám Như Châu, theo Đồng Quán thảo phạt Lương Sơn bạc. Quân Tống thua trận, Mã Vạn Lý đụng độ Lâm Xung, khí lực không bằng, được vài hiệp thì định bỏ chạy. Lâm Xung hét lớn một tiếng, Mã Vạn Lý luống cuống, trúng một mâu lăn xuống ngựa.

## N

### Nghê Triệp
Nghê Triệp (倪慴) là một nhân vật trong Thủy hử, xuất hiện ở hồi 106. Nghê Triệp là trấn thủ Củng Châu của triều đình Vương Khánh. Đoàn Nhị nghe theo kế của Tả Mưu, hẹn quân ba châu Sơn Nam, Quân Châu, Củng Châu cùng đánh Uyển Châu. Quý Tam Tư cùng Nghê Triệp dẫn dắt mười viên thiên tướng, ba vạn quân mã đánh cửa tây thành Uyển Châu. Bấy giờ, Uyển Châu chỉ còn một vạn quân già yếu với hai tướng Tuyên Tán, Hác Tư Văn. Trần Quán, Hầu Mông, La Tiễn nghe theo kế của Tiêu Nhượng, mở toang cổng thành, ngồi mở tiệc trên tường thành, lại cho quân lính kéo cờ xí làm nghi binh. Nghê Triệp hoảng loạn, khuyên Quý Tam Tư rút lui, gặp lúc Tuyên Tán, Hác Tư Văn dẫn năm nghìn quân giết ra. Quân Củng Châu đại bại, Nghê Triệp chết trong loạn quân.

### Nghênh Nhi
Nghênh Nhi là một nhân vật hư cấu trong Thủy hử. Nghênh Nhi xuất hiện ở hồi 44, không rõ họ, là a hoàn hầu hạ tiểu thư Phan Xảo Vân vợ Dương Hùng.
Biết tin Phan Xảo Vân lẳng lơ thông dâm với nhà sư Bùi Như Hải, Dương Hùng nghe theo kế của Thạch Tú đưa vợ cùng a hoàn Nghênh Nhi lên núi Thúy Bình, nơi Thạch Tú chực sẵn. Dương Hùng ép Nghênh Nhi thuật lại mọi chuyện, rồi giết Nghênh Nhi cùng Phan Xảo Vân.
Vũ Nghênh Nhi (武迎儿, Wǔ Yíng'er) là một nhân vật trong Kim Bình Mai, xuất hiện tại hồi 1. Nghênh Nhi là con gái riêng của Vũ đại lang, cháu gái Vũ Tùng.
Khi Nghênh Nhi mới 12 tuổi thì Vũ Đại cưới Phan Kim Liên làm vợ mới. Do cha Nghênh Nhi quá hiền lành nhu nhược nên cô bé luôn bị mẹ kế hành hạ đánh đập. Thậm chí sau khi Vũ Đại mất, Vũ Tùng vẫn đang ở Đông Kinh không biết ở nhà đứa cháu tội nghiệp thế nào, Phan Kim Liên vì muốn dan díu với Tây Môn Khánh, cùng thời điểm ấy Tây Môn Khánh lại đang cưới vợ mới nên không ngó ngàng gì tới Phan Kim Liên. Nghênh Nhi còn càng đáng thương hơn khi bị mẹ kế bắt đi tìm Tây Môn Khánh, tìm không được thì bị đánh đập đến khi toàn thân rớm máu mới thôi...
Cho đến khi mẹ kế đi lấy chồng khác, cuộc đời Nghênh Nhi bước sang trang mới: cô bé được chú gửi cho Đào Nhị Lang, một người họ hàng xa nuôi nấng.
Vũ Tùng báo thù cho anh trai, nhưng lại giết nhầm người khác mà ông tưởng là Tây Môn Khánh nên bị bắt tội và đi đày nơi xa. Bao năm sau, khi Nghênh Nhi đã 19 tuổi, cô lại cùng chú về nhà cũ ở. Cùng thời điểm này Tây Môn Khánh đã chết, Phan Kim Liên bị trục xuất khỏi nhà họ Tây Môn và tá túc ở nhà Vương bà. Vũ Tùng đã vờ bỏ tiền ra nhờ vả Vương bà cho cưới Phan Kim Liên. Ả dâm phụ nghe thấy em chồng bỏ tiền ra xin cưới mình thì sung sướng tột độ, hí hửng cùng Vương bà tới nhà họ Vũ. Giữa chừng "bữa tiệc cưới", Vũ Tùng ra hiệu cho Nghênh Nhi đóng cửa chặn toàn bộ lối thoát, rồi ép Phan Kim Liên khai hết toàn bộ sự thật về cái chết của Vũ Đại. Ả dâm phụ bị Vũ Tùng mổ bụng moi sạch lục phủ ngũ tạng và cắt đầu tế anh trai, rồi Vương bà cũng bị giết. Vũ Tùng lấy lại 80 lạng bạc đã đưa cho Vương bà từ trước (do Vương bà đã trích ra 20 lạng bạc từ 100 lạng bạc tiền cưới để gửi lại Ngô Nguyệt Nương - vợ cả Tây Môn Khánh vì trước kia Tây Môn Khánh đã tốn rất nhiều bạc để cưới Phan Kim Liên), về nhà dặn dò Nghênh Nhi, rồi đêm đó ông trốn lên núi Nhị Long cùng hai vợ chồng Trương Thanh, Tôn Nhị Nương và Thi Ân.
Sau này Vũ Tùng trở thành hảo hán Lương Sơn Bạc. Còn Nghênh Nhi lại được Đào Nhị Lang đón về gả chồng, sống hạnh phúc đến cuối đời.

### Ngô Bỉnh Di
Ngô Bỉnh Di (吳秉彝) là một nhân vật trong Thủy hử, xuất hiện ở hồi 76. Ngô Bỉnh Di giữ chức Binh mã Đô giám Trần Châu, theo Đồng Quán thảo phạt Lương Sơn bạc. Quân Tống bại trận, Ngô Bỉnh Di, Lý Minh thu thập tàn quân tới cứu Đồng Quán. Trên đường bị Dương Chí, Sử Tiến cản lại. Ngô Bỉnh Di cầm phương thiên họa kích đánh với Sử Tiến hơn 30 hiệp, bị Sử Tiến chém chết.

### Ngô Thăng
Ngô Thăng (吳昇) là một nhân vật trong Thủy hử, xuất hiện tại hồi 115. Ngô Thăng là tướng lĩnh trấn thủ ải Độc Tùng của triều đình Phương Lạp. Quân Lương Sơn tấn công ải Độc Tùng, Ngô Thăng bị Tôn Tân, Cố Đại Tẩu bắt sống, áp giải đến chỗ Trương chiêu thảo, không rõ kết cục ra sao.

### Ngô Vi
Ngô Vi (吴为, Wú Wèi) là một nhân vật trong Kết Đãng khấu chí. Ngô Vi là con trai (có bản chép là con nuôi) của Ngô Dụng. Ngô Vi sử dụng một đôi đồng liên, văn võ toàn tài, ngoại hiệu là Tuệ Đa Hải. Sau khi Lương Sơn bị đánh dẹp, Ngô Vi cùng Hoa Phùng Xuân đi hiệu lực cho Vương Khánh, tiếp tục mục tiêu diệt Tống để trả thù.

### Ngưu Nhị
Ông là ác bá nổi tiếng ở kinh đô Bắc Tống. Ngày thường, ông thích cướp của người dân thường. Ông bị Dương Chí giết tại kinh thành khi cố gắng cướp bảo đao. Khi cố gắng cướp bảo đao mà Dương Chí đang bán, ông bị chém rơi đầu mà không thấy máu.

### Nhâm Tuyết Y
Nhâm Tuyết Y (任雪衣, Rèn Xuěyī) là một nhân vật trong phim Lãng tử Yến Thanh. Nàng là con gái của Kình Thiên Trụ Nhậm Nguyên và Mai phu nhân, là chị em cùng mẹ khác cha của Lý Sư Sư, bái Cao Cầu làm cha nuôi. Nhâm Tuyết Y tính cách nghịch ngợm ngang bướng, dám yêu dám hận.
Nhâm Tuyết Y trọn tình với Yến Thanh, nhưng lại bị Cao Cầu đưa tiến cung hầu Tống Huy Tông, phong làm Quý phi. Nhận thấy cả mẹ mình, chồng mình lẫn người mình yêu đều yêu quý Lý Sư Sư, Nhâm Tuyết Y trong lòng oán hận Lý Sư Sư. Nhâm Tuyết Y sau đó trở thành con cờ trong tay Cao Cầu, nàng nhiều lần hãm hại Yến Thanh và Lý Sư Sư, khiến Mai phu nhân đau khổ tự sát.
Nhâm Tuyết Y tỉnh ngộ, trốn khỏi hoàng cung, tìm thấy Yến Thanh. Kết cục vì cứu Yến Thanh mà chết.

## O

### Ôn Vân Bảo
Ôn Văn Bảo (温文宝, Wēn Wénbǎo) là một nhân vật trong Thủy hử, xuất hiện tại hồi 53. Ôn Văn Bảo là Thống chế quan của Cao Đường Châu, dưới quyền Cao Liêm, sử dụng một thanh trường thương. Khi quân Lương Sơn tấn công Cao Đường, Ôn Văn Bảo thấy đồng liêu Vu Trực bị Lâm Xung giết chết, xông ra báo thù, bị Tần Minh chặn lại. Ôn Văn Bảo giao chiến với Tần Minh được 10 hiệp bị Tần Minh đập chết.

### Ông Khuê
Ông Khuê (翁奎, Wēng Kuí) là một nhân vật trong Thủy hử, xuất hiện tại hồi 94. Ông Khuê là một trong mười tướng lĩnh trấn thủ thành Chiêu Đức dưới quyền Điền Hổ. Sau khi quân Lương Sơn đánh bại viện binh, Hoàng Việt cùng Kim Đỉnh tổ chức binh biến, giết Ngưu Canh, Lãnh Ninh, Diệp Thanh, mở cửa thành đầu hàng. Ông Khuê sau đó ra hàng quân Lương Sơn, nhưng không theo quân Lương Sơn đi đánh Vương Khánh.

## P

### Phan Dị
Phan Dị (潘異) là một nhân vật trong Thủy hử, xuất hiện tại hồi 87. Phan Dị là một trong Nhị thập bát tú tướng quân dưới trướng Ngột Nhan thống quân, ứng với Chủy Hỏa Hầu (觜火猴). Thái Ất Côn Thiên trận bị quân Lương Sơn phá vỡ, quân Liêu đại bại, không rõ kết cục ra sao.

### Phan Kim Liên
Phan Kim Liên (潘金莲, Pān Jīnlián) là một nhân vật trong Thủy hử và Kim Bình Mai, xuất hiện tại hồi 24 của Thủy hử và hồi 1 của Kim Bình Mai. Phan Kim Liên là vợ của Võ Đại Lang, là chị dâu của Võ Tòng.
Phan Kim Liên nguyên là hầu gái trong nhà đại gia, rất xinh đẹp. Do không chịu làm thiếp cho tài chủ già nên bị bức phải lấy Võ Đại Lang, một người bán bánh bao vừa lùn vừa xấu xí. Phan Kim Liên vừa nhục nhã vừa thất vọng. Về sau, Võ Tòng gặp lại Võ Đại Lang, Phan Kim Liên thấy Võ Tòng là anh hùng cái thế thì ra sức quyến rũ nhưng Võ Tòng không chút động lòng.
Nhân lúc Võ Tòng đi Đông Kinh, do người láng giềng là Vương bà dắt mối, Phan Kim Liên quen với Tây Môn Khánh, ả đã không kìm nổi ham muốn. Khi hai người gặp nhau ở nhà Vương bà thì bị Võ Đại Lang phát hiện. Võ Đại Lang bị Tây Môn Khánh đánh đến ngất đi. Vì muốn gian díu lâu dài với Tây Môn Khánh nên Phan Kim Liên đã nhẫn tâm và quỷ quyệt, với sự giúp đỡ của Vương bà, ả bỏ thạch tín vào bát canh của Võ Đại Lang để giết chết, sau đó trở thành ngũ nương của Tây Môn Khánh.
Võ Tòng trở về, biết chuyện lập tức mời hàng xóm đến nhà, đến trước bàn thờ anh rồi gọi Phan Kim Liên ra. Ả xin tha tội nhưng bị Võ Tòng chém chết tại chỗ rồi đi giết Tây Môn Khánh.
Trong Kim Bình Mai, Phan Kim Liên sau khi làm vợ Tây Môn Khánh thì đanh đá chua ngoa hơn, nhiều thủ đoạn hơn, đến mức ở hồi 45 (Thủ phạm lấy vàng) Lý Quế Thư khi nhắc nhở Hạ Hoa Nhi (a hoàn của Lí Kiều Nhi) về vụ trộm vàng còn phải nhận xét về ả rằng "Mày xem con hầu Thu Cúc (a hoàn của Phan Kim Liên) ở phòng Ngũ nương đi, nó suốt ngày bị đánh đập mà có bao giờ nó làm xấu chủ nó đâu, mặc dù chủ nó là thứ hồ li tinh ở cái nhà này !". Hầu như toàn bộ người trong nhà họ Tây Môn đều sợ "Ngũ nương", ngay cả Tây Môn Khánh cũng nể Phan Kim Liên. Có thể nói ả gần như là "nữ hoàng" khi ở với Tây Môn Khánh, ả ngày càng xấu tính, kiêu lộng, lớn bé không coi ra gì.
Mặc dù là người rất được Tây Môn Khánh sủng ái, nhưng Phan Kim Liên về nhà Tây Môn đã lâu mà không sinh được con, do vậy mà ả oán hận Lý Bình Nhi - người vợ thứ sáu về làm dâu sau mình mà đã sinh được con trai. Phan Kim Liên biết Tây Môn Tố Quan (con trai của Tây Môn Khánh do Lý Bình Nhi sinh ra) vốn có tật giật mình, nên đã nuôi trong phòng một con mèo lớn, nhờ con mèo này làm đứa bé trở nên kinh động, bệnh tật thì Tây Môn Khánh có thể sẽ chán ngán mẹ con Lý Bình Nhi mà quay về với Phan Kim Liên. Điều này đã xảy ra, Tây Môn Tố Quan đổ bệnh, thuốc thang không khỏi, Tây Môn Khánh hỏi nguyên do thì các a hoàn của Lý Bình Nhi mới khai ra là do con mèo của Phan Kim Liên. Tây Môn Khánh giận dữ, đem con mèo giết chết, Kim Liên không làm được gì hơn. Tây Môn Tố Quan mất đi không lâu thì Lý Bình Nhi vì quá thương nhớ con trai nên cũng mang bệnh mà mất. Cả nhà ai cũng buồn phiền, sầu muộn, chỉ riêng Phan Kim Liên không chút tiếc thương.
Sau khi Tây Môn Khánh chết, Phan Kim Liên còn cùng với a hoàn thân tín Bàng Xuân Mai thông dâm với Trần Kính Tế (con rể của Tây Môn Khánh), đến nỗi cả hai đều mang thai với Trần Kính Tế. Phan Kim Liên sợ lộ chuyện, phải nhờ Trần Kính Tế tìm thuốc phá thai, rồi bị a hoàn Thu Cúc báo lại với Ngô Nguyệt Nương. Vụ bê bối này đã khiến cả ba người Phan Kim Liên, Bàng Xuân Mai và Trần Kính Tế đều bị đuổi khỏi nhà Tây Môn. Phan Kim Liên phải trở lại tá túc ở nhà Vương bà, rồi bị Võ Tòng lừa bỏ tiền ra cưới, giết chết dã man bằng cách mổ bụng moi hết gan ruột ngay tại nhà họ Võ để trả thù cho cái chết của Võ Đại Lang.

### Phạm Trọng Yêm
Phạm Trọng Yêm (范仲淹) là một nhân vật trong Thủy hử, xuất hiện tại hồi 1. Văn Ngạn Bác là Tham tri Chính sự thời Tống Nhân Tông. Trong triều, Phạm Trọng Yêm khởi tấu về thiên tai bệnh dịch, thỉnh Tống Nhân Tông mới Trương Thiên Sư đến kinh thành tế trời. Tống Nhân Tông phê chuẩn, sai Thái úy Hồng Tín đến Tín Châu.

### Phong Mỹ
Phong Mỹ (酆美, Fēng Měi) là một nhân vật trong Thủy hử, xuất hiện trong hồi 76. Phong Mỹ là một tướng lĩnh của triều đình nhà Tống, thuộc biên chế Ngự Lâm quân của Kinh sư, giữ chức Ngự Tiền Phi Long đại tướng. Đồng Quán đem 10 vạn quân đi chinh phạt Lương Sơn Bạc, chọn lựa 2 vạn quân từ Cấm quân, giao cho Phong Mỹ và Tất Thắng chỉ huy.
Trong lần đầu giao tranh, Phong Mỹ cùng Tất Thắng được cắt cử làm tướng Vũ Dực ở trung quân, trận đó quân triều đình đại bại. Trong lần giao tranh thứ hai, để đối phó quân Lương Sơn bày Cửu Cung Bát Quái trận, Phong Mỹ đề nghị Đồng Quán cho quân xếp theo thế Trường Xà trận, được Đồng Quán đồng ý. Sau đó quân triều đình bị mai phục, trung quân bị Chu Đồng, Lôi Hoành dẫn 5.000 quân tấn công. Phong Mỹ giao chiến với Chu Đồng, sau đó lại phải giao chiến với Quan Thắng. Quân triều đình nhanh chóng đại bại, Phong Mỹ cố gắng hộ vệ Đồng Quán rút lui, một mình phá vây, liên hệ được với quân của Chu Tín, hợp quân lại để tháo chạy. Khi sắp rút về Tế Châu, quân triều đình lại gặp quân Lương Sơn do Lư Tuấn Nghĩa chỉ huy. Phong Mỹ một mình đấu với Lư Tuấn Nghĩa để cho Đồng Quán chạy trốn, được mười mấy hiệp thì bị bắt sống.
May mắn khi bị kéo về trại Lương Sơn, Phong Mỹ được Tống Giang mở trói, đối xử tử tế và tha cho trở về. Phong Mỹ cảm kích Tống Giang, nói tốt với Đồng Quán, Cao Cầu xin cho triều đình chiêu an Lương Sơn Bạc. Vì thế khiến Cao Cầu tức giận, cho là Lương Sơn dùng việc đó để khinh bỉ triều đình, Phong Mỹ do giữ chức cao, nên không bị hại.

### Phòng Học Độ
Phòng Học Độ (房学度) là một nhân vật trong Thủy hử, xuất hiện tại hồi 99. Phòng Học Độ là văn thần dưới quyền Điền Hổ, giữ chức Thái úy, được Điền Hổ giao cho chỉ huy 3 vạn quân với 10 chính phó tướng, kéo quân ra huyện Du Xã chống cự binh mã của Quan Thắng.
Phòng Học Độ giỏi dùng binh, đem quân vây Sách Siêu và Thang Long rất dữ, buộc Lư Tuấn Nghĩa phải triệu hồi Quan Thắng, Tần Minh, Lôi Hoành, Trần Đạt, Dương Xuân, Dương Lâm, Chu Thông quay lại giải vây. Phòng Học Độ bị thua trận, chết trong loạn quân.

### Phòng Huyền Độ
Phòng Huyền Độ (房玄度) là một nhân vật trong Giản bản Thủy hử, xuất hiện tại hồi 89.

### Phù Lập
Phù Lập (符立) là một nhân vật trong Đãng khấu chí, xuất hiện tại hồi 100. Phù Lập giữ chức Phòng ngự huyện Mông Âm. Khi quân Lương Sơn tới công huyện, Phù Lập sợ hãi bỏ chạy, không biết đi đâu.

### Phú An
Phú An hay Phú Yên (富安) là một nhân vật trong Thủy hử, xuất hiện tại hồi 10. Phú An là thủ hạ của Cao Cầu, vì nịnh bợ Cao nha nội, bàn mưu với Lục Khiêm hại Lâm Xung ở Thảo liệu trường. Phú An sau đó bị xâm xung giết chết.

### Phùng Hỉ
Phùng Hỉ (冯喜) là một nhân vật trong Thủy hử, xuất hiện tại hồi 116. Phùng Hỷ làm quan Dẫn tiến sứ dưới triều đình Phương Lạp. Sau khi thành Thanh Khê bị phá, Tống Giang cho chém đầu toàn bộ các quan lại của triều đình Phương Lạp, trong đó có Phùng Hỉ.

### Phương Bách Hoa
Phương Bách Hoa (方百花) là một nhân vật trong dã sử. Phương Bách Hoa người thôn Thất Hiền, Hấp Châu (nay thuộc An Huy), là em gái của Phương Lạp. Phương Lạp khởi nghĩa, phòng Phương Bách Hoa làm Nguyên soái. Phương Bách Hoa đánh bại các tướng Tống là Thái Tuấn, Nhân Đán, giúp Phương Lạp đánh hạ Hấp Châu, Hàng Châu. Đóng quân tại Mãn Đầu Sơn thuộc Hàng Châu tiến hành điểm tướng. Sau khi khởi nghĩa thất bại, Phương Bách Hoa bị bắt về Biện Kinh xử tử. Cũng có thuyết cho rằng Phương Bách Hoa trúng tên chết trận tại Hàng Châu.

### Phương Hùng
Phương Hùng (方雄) là một nhân vật trong Giản bản Thủy hử, xuất hiện tại hồi 110. Phương Hùng là một tướng lĩnh của triều đình Phương Lạp, làm Nha tướng trấn thủ ải Độc Tùng. Quân Lương Sơn tấn công ải Độc Tùng, Phương Hùng bị Trần Lôi giết chết.

### Phương Mạo
Phương Mạo (方貌) là một nhân vật trong Thủy hử, xuất hiện ở hồi 113. Phương Mạo là em trai thứ ba của Phương Lạp, được phong Đệ tam đại vương, trấn thủ Tô Châu. Phương Mạo giỏi võ nghệ, sử dụng vũ khí là Phương thiên họa kích. Khi được tin quân Lương Sơn tấn công Thường Châu, Phương Mạo sai Vệ Trung dẫn mười phó tướng, dẫn 1 vạn quân đi cứu viện Lã Sư Nang.
Lã Sư Nang, Hứa Định, Vệ Trung bị đánh bại, rút chạy về Tô Châu. Phương Mạo nổi giận, định đem chém, nhưng lại nghe lời Vệ Trung, cho Lã Sư Nang đi tiên phong. lập công chuộc tội. Phương Mạo tự mình lên ngựa, chỉ huy tám viên Phiêu kỵ tướng quân, dẫn 5 vạn quân đi đánh Thường Châu. Hai bên đối trận, tám tướng Lương Sơn đối chiến với tám Phiêu kỵ của Phương Mạo. Chu Đồng trên trận chém được Cẩu Chính. Phương Mạo thấy tình thế bất lợi, cho rút quân, cố thủ Tô Châu.
Quân Tống Giang vây Tô Châu lâu ngày không được. May mà Lý Tuấn, Đồng Uy, Đồng Mãnh kết giao với thủy tặc Thái Hồ là Phí Bảo, cho quân giả làm quân Phương Lạp, hạ thành. Trong lúc thành phá, Phương Mạo lập tức rút chạy, gặp Lý Quỳ chặn đường, đánh bại được, sau lại thoát khỏi tay Lỗ Trí Thâm, cuối cùng bị Võ Tòng chém chết.

### Phương Phì
Phương Phì (方肥) là một nhân vật lịch sử. Phương Phì theo Phương Lạp khởi nghĩa ở động Bang Nguyên, được giữ chức Thừa tướng. Về sau khởi nghĩa thất bại, động Bang Nguyên bị phá, Phương Phì bị Lưu Diên Khánh bắt, đem về Biện Kinh chém đầu.

## Q

### Quan Hà
Quan Hà (关河) là một nhân vật trong phim Lãng tử Yến Thanh, do Lục Thi Vũ thủ vai. Quan Hà là sư đệ của Yến Thanh, cùng bái Tiêu đạo trưởng làm thầy. Quan Hà là người sống tình cảm, thường xuyên điều hòa tình cảm giữa Yến Thanh và những người khác, lại có lòng lo cho dân cho nước nên được Hoàng đế thưởng thức. Quan Hà với Lư Văn Văn, con gái Lư Tuấn Nghĩa, yêu nhau từ lâu, nhưng Lư Tuấn Nghĩa chỉ mong Văn Văn gả cho con nuôi là Yến Thanh.
Quan Hà thi đỗ Trạng nguyên, được phong quan chức, thấy Hoàng đế sa vào ăn chơi không màng chính sự, liền dâng vạn ngôn thư yêu cầu xử tử Cao Cầu, thái giám Tiểu Bình Tử và Lý Sư Sư. Hoàng đế nổi giận, sai người tra tấn Quan Hà, giáng làm thứ dân, vĩnh viễn không được bổ nhiệm. Cuối cùng, Yến Thanh thuyết phục Lư Tuấn Nghĩa gả Văn Văn cho Quan Hà.

### Quan Linh
Quan Linh (關鈴), là một nhân vật trong Thuyết Nhạc toàn truyện, xuất hiện ở hồi 40. Quan Linh là con trai của Quan Thắng với người vợ họ Trần. Quan Thắng chết khi Quan Linh còn nhỏ, truyền lại đao pháp gia truyền cho em vợ Trần Quỳ (陳葵). Trần Quỳ làm viên ngoại ở núi Ngưu Đầu (牛頭山) đất Sơn Đông, nuôi dạy Quan Linh khôn lớn, cũng truyền thụ đao pháp.

### Quan Nguyên
Quan Nguyên (官原), là một nhân vật trong Giản bản Thủy hử, xuất hiện ở hồi 92. Quan Nguyên là một trong mười hai phó tướng theo Biện Tường đuổi đánh quân Lương Sơn. Khi Biện Tường đầu hàng, không rõ Quan Nguyên kết cục ra sao.

### Quản Diễm
Quản Diễm (管琰), là một nhân vật trong Thủy hử, xuất hiện ở hồi 99. Quản Diễm là tướng lĩnh dưới quyền Điền Hổ, theo Hữu thừa tướng Thái sư Biện Tường đi cứu viện Thái Nguyên. Đại quân đến huyện Thấm Thủy thì đụng độ quân Lương Sơn do Hoa Vinh chỉ huy, buộc phải đóng trại ở núi Miên Sơn. Lư Tuấn Nghĩa dùng kế của Lý Tuấn đánh hạ Thái Nguyên, cùng Hoa Vinh hai mặt giáp công. Biện Tường thua trận bị bắt, không rõ Quản Diễm kết cục ra sao.
Trong Giản bản Thủy hử có một nhân vật tên là Quản Sĩ Nguyên (管士元), xuất hiện ở hồi 92. Quản Sĩ Nguyên là một trong mười hai phó tướng theo Biện Tường truy đuổi quân Lương Sơn. Khi Biện Tường đầu hàng cũng không rõ kết cục ra sao.

### Quảng Kim Long
Quảng Kim Long (鄺金龍) là một nhân vật trong Đãng khấu chí, xuất hiện ở hồi 76. Quảng Kim Long là người Duyện Châu, có diện mạo mặt xanh râu đỏ, dùng một cây kim đỉnh lang nha bổng, vì giết hại một nhà phú hộ bản địa mà bỏ trốn đến núi Lãnh Diễm làm cướp, xước hiệu Phi Thiên Nguyên Soái (飞天元帅). Trên đường bỏ trốn, cha con Trần Hi Chân, Trần Lệ Khanh đi qua núi Phi Long, phá hủy hắc điếm dưới chân núi, giết chết đầu lĩnh Đặng Vân, Chư đại nương, khiến Quảng Kim Long cùng Sa Ma Hải chặn đường trả thù. Quảng Kim Long giao chiến với Trần Lệ Khanh, được 16-17 hiệp thì Sa Ma Hải lên trợ giúp, được một hồi thì hai tướng không thể thắng được, cho lâu la xông lên. Trần Hi Chân sợ con gái gặp nguy hiểm, dùng phép thuật trấn áp. Sa Ma Hải sợ hãi bị đâm chết. Quảng Kim Long quay ngựa bỏ chạy, định quay ngựa đánh lén, nhưng bị Trần Lệ Khanh đoán được, một thương đâm thủng yết hầu.

### Quách Anh
Quách Anh (郭英) là một nhân vật trong Đãng khấu chí, xuất hiện ở hồi 73. Quách Anh là Giáo đầu Cấm quân ở Đông Kinh, tuổi chưa cao nhưng giỏi võ nghệ. Anh chết sớm, vợ con còn nhỏ, trong nhà bần cùng. Vợ Quách Anh phải đem ngựa đi bán. Chưa đến hai ngày, cha con Trần Hi Chân, Trần Lệ Khanh tới nhà, lấy cớ thăm viếng, dùng 120 lượng tiền mua lấy ngựa quý.

### Quách Canh
Quách Canh (郭矸) là một nhân vật trong Thủy hử, xuất hiện ở hồi 106. Quách Canh là tướng lĩnh dưới quyền Vương Khánh, cùng Hạ Cát, My Thắng, Trần Uân cầm hai vạn quân trấn thủ núi Long Trung. Quân Lương Sơn tấn công Long Trung, Quách Canh dẫn quân đón đánh Mã Linh, Đường Bân, bị Đường Bân đâm chết sau khoảng 30 hiệp.

### Quách Thế Quảng
Quách Thế Quảng (郭世廣), là một nhân vật trong Thủy hử, xuất hiện ở hồi 113. Quách Thế Quảng là một trong Bát Phiêu kỵ của Phương Lạp, hiệu Phi Báo Đại tướng quân (飛豹大將軍), đặt dưới sự chỉ huy của Khu mật sứ Lã Sư Nang. Khi quân Lương Sơn tấn công thành Tô Châu, Quách Thế Quảng giao chiến với Hoàng Tín hơn 20 mươi hiệp chưa phân thắng bại. Lý Tuấn hợp mưu với bọn Phí Bảo, cướp thuyền của quân Phương Lạp rồi giả trang để vào thành Quách Thế Quảng kiểm tra không ra, để quân Lương Sơn chiếm được cửa thành. Tô Châu thất thủ, Quách Thế Quảng tử chiến với Tuyên Tán, cả hai đánh ngang sức, đều bị thương nặng, cùng chết ở chân cầu Ẩm Mã.
Theo truyền lưu dân gian, Quách Thế Quảng ban đầu làm kẻ cướp, sau đó rửa tay chậu vàng, đi tu ở chùa Hàn Sơn tại Tô Châu, vì thế có xước hiệu là Báo Tử Hòa Thượng (豹子和尚). Sau khi Phương Lạp khởi sự, vì có bạn cũ mời nên đầu nhập dưới trướng Lã Sư Nang.

### Quách Tín
Quách Tín (郭信), là một nhân vật trong Thủy hử, xuất hiện ở hồi 92. Quách Tín là tướng lĩnh dưới quyền Điền Hổ, một trong mười sáu thiên tướng theo Khu mật sứ Nữu Văn Trung trấn thủ Cái Châu. Quân Lương Sơn tấn công Cái Châu, Quách Tín cùng Dương Đoan, Tô Cát, Trương Tường theo chính tướng Phương Quỳnh dẫn năm nghìn quân ra nghênh chiến. Phương Quỳnh, Trương Tường bị Hoa Vinh bắn chết, Quách Tín đang liên thủ với Trương Tường đánh Tần Minh vội vàng thối lui. An Sĩ Vinh, Vu Ngọc Lân dẫn quân tới cứu lại trúng mai phục, buộc phải chạy về thành cố thủ. Quân Lương Sơn dùng Thời Thiên, Thạch Tú làm nội ứng, phá được cổng thành. Vu Ngọc Lân, Quách Tín, Thịnh Bản, Tang Anh hộ tống Nữu Văn Trung bỏ chạy, lại đụng độ Lý Quỳ với Lỗ Trí Thâm. Quách Tín, Tang Anh bị Lý Quỳ chém chết.

### Quách Vĩnh Xương
Quách Vĩnh Xương (郭永昌) là một nhân vật trong Thủy hử, xuất hiện ở hồi 87. Quách Vĩnh Xương là một trong Nhị thập bát tú tướng quân dưới trướng Ngột Nhan thống quân, ứng với Khuê Mộc Lang (奎木狼). Thái Ất Côn Thiên trận bị quân Lương Sơn phá vỡ, quân Liêu đại bại, không rõ kết cục ra sao.

### Quốc Vĩnh Thái
Quốc Vĩnh Thái (國永泰) là một nhân vật trong Thủy hử, xuất hiện ở hồi 87. Quốc Vĩnh Thái là một trong Nhị thập bát tú tướng quân dưới trướng Ngột Nhan thống quân, ứng với Tất Nguyệt Ô (畢月烏). Thái Ất Côn Thiên trận bị quân Lương Sơn phá vỡ, quân Liêu đại bại, không rõ kết cục ra sao.

### Quy Phúc
Quy Phúc (归福) là một nhân vật trong Đãng khấu chí, xuất hiện ở hồi 121. Quy Phúc là một trong các đệ tử của anh em họ Nguyễn và họ Trương, làm đầu mục thủy quân. Khi Từ Hòe tấn công Lương Sơn bạc, Quy Phúc, Dư Lộc theo Đồng Uy chèo thuyền từ cảng lớn phía tây dụ địch. Vi Dương Ẩn, Lý Tông Thang không mắc mưu, liên tục phóng hỏa đốt các chướng ngại, đánh chiếm các cảng. Đồng Uy, Quy Phúc, Dư Lộc chạy về kênh Đoạn Đầu thì bị bao vây, không cách nào thoát thân, buộc phải liều mình chiến đấu, khiến Từ Hòe gặp khó khăn. Vi Dương Ẩn đến kênh Đoạn Đầu đâm chết Đồng Uy, Quy Phúc sợ hãi bỏ chạy, bị thủy quân đối phương dùng nhiều người lao đến đập chết.

### Quý Tam Tư
Quý Tam Tư (季三思) là một nhân vật trong Thủy hử, xuất hiện ở hồi 106. Quý Tam Tư là trấn thủ Củng Châu của triều đình Vương Khánh. Đoàn Nhị nghe theo kế của Tả Mưu, hẹn quân ba châu Sơn Nam, Quân Châu, Củng Châu cùng đánh Uyển Châu. Quý Tam Tư cùng Nghê Triệp dẫn dắt mười viên thiên tướng, ba vạn quân mã đánh cửa tây thành Uyển Châu. Bấy giờ, Uyển Châu chỉ còn một vạn quân già yếu với hai tướng Tuyên Tán, Hác Tư Văn. Trần Quán, Hầu Mông, La Tiễn nghe theo kế của Tiêu Nhượng, mở toang cổng thành, ngồi mở tiệc trên tường thành, lại cho quân lính kéo cờ xí làm nghi binh. Quý Tam Tư lo sợ, nghe lời của Nghê Triệp rút lui, đúng lúc Tuyên Tán, Hác Tư Văn dẫn năm nghìn quân giết ra. Quân Củng Châu đại bại, Quý Tam Tư chết trong loạn quân.

### Quỳnh Yêu Nạp Diên
Quỳnh Yêu Nạp Diên (瓊妖納延) là một nhân vật trong Thủy hử, xuất hiện ở hồi 87. Quân Lương Sơn đánh hạ U Châu, tiếp cận Yên Kinh, Ngột Nhan thống quân quyết định đích thân cầm quân bày trận chống cự. Quỳnh Yêu Nạp Diên là phiên quan (番官) dưới trướng, cùng Khấu Trấn Viễn xin được làm tiên phong mở đường.
Hai quân dàn trận, Quỳnh Yêu Nạp Diên giao chiến với Sử Tiến. Được 30 hiệp, Sử Tiến chém hụt, sợ hãi thúc ngựa bỏ chạy. Quỳnh Yêu Nạp Diên đuổi theo, không ngờ bị Hoa Vinh bắn tên trúng mặt ngã ngựa, lại bị Sử Tiến quay lại kết liễu.

## S

### Sa Trọng Nghĩa
Sa Trọng Nghĩa (沙仲義) là một nhân vật trong Giản bản Thủy hử, xuất hiện ở hồi 89.Sa Trọng Nghĩa là quan Thống chế giữ thành Ngụy Châu dưới quyền Điền Hổ. Quân Lương Sơn đánh Ngụy Châu, Sa Trọng Nghĩa bày kế đào hố ở cửa thành, bản thân cùng Phùng Đại Bản, Viên Cung ra ngoài giả bại dụ địch. Quân Lương Sơn quả nhiên trúng kế, thiệt hại mười hàng tướng Kim Chân, Tần Anh, Dương Phương, Mai Ngọc, Tông Đồng, Lý Trung, Phùng Thăng, Lục Thanh, Lâm Mậu, Tống Giang Đắc. Quan Thắng cho quân bao vây thành trì, Sa Trọng Nghĩa kiến nghị Lương Nhân cho một tướng lĩnh dũng mãnh ra khỏi thành cầu viện, nhưng gặp phải Quan Thắng, Văn Trọng Dung dũng mãnh mà không thành công. Lư Tuấn Nghĩa, Đổng Bình giả trang quân của Thái úy Phòng Huyền Độ, lừa Sa Trọng Nghĩa mở cửa thành. Thành Ngụy Châu bị công phá, Sa Trọng Nghĩa bị bắt giữ, bất khuất mà chết.

### Sơn Cảnh Long
Sơn Cảnh Long (山景隆) là một nhân vật trong Giản bản Thủy hử, xuất hiện ở hồi 85. Sơn Cảnh Long vốn quen sông nước, là một trong hai mươi tướng lĩnh trấn giữ ải Ngọc Môn dưới quyền Điền Thực. Quân Lương Sơn phá được cửa ải, Sơn Cảnh Long bị Tôn Lập bắt sống, sau đó đầu hàng, theo Tống Giang đánh đèo Bạch Hổ để cứu Tôn An. Trong chiến dịch đánh Vương Khánh, Thịnh Bản, Trì Phương, Sơn Cảnh Long xin được đi do thám thành Việt Giang. Lý Tuấn đồng ý, cấp cho ba tướng một trăm thủy quân cùng chiến thuyền. Khi tiếp cận thành trì, ba tướng bị trúng mai phục, Sơn Cảnh Long trúng lao vào cổ, rơi xuống nước tử vong.

## T

### Tả Mưu
Tả Mưu (左謀) là một nhân vật trong Thủy hử, xuất hiện ở hồi 106. Tả Mưu giữ chức Tòng quân, được Vương Khánh phái đến Sơn Nam giúp đỡ Đoàn Nhị. My Thắng thua trận chạy về Sơn Nam, Đoàn Nhị nổi giận muốn chém, Tả Mưu khuyên bảo Đoàn Nhị cho My Thắng cơ hội lập công chuộc tội. Tả Mưu nhân đó bèn chỉ ra Uyển Châu là nơi cung ứng lương thảo, quân nhu cho quân Lương Sơn, binh mã yếu ớt, bày kế cho Mỹ Thắng cầm quân cùng với quân hai châu Quân, Củng cùng đánh Uyển Châu, ép Tống Giang phải rút quân về cứu viện. Không ngờ, kế sách bị Tiêu Nhượng phá giải. Quân Lương Sơn tương kế tựu kế, giả vờ rút quân. Tả Mưu nghĩ kế hoạch thành công, khuyên Đoàn Nhị cho quân ra khỏi thành truy kích, khiến quân số trong thành không còn nhiều. Đến khi quân Lương Sơn công phá thành Sơn Nam, Tả Mưu chết trong loạn quân.

### Tạ Ninh
Tạ Ninh (谢宁) hay Tạ Vũ (谢宇), là một nhân vật trong Thủy hử, xuất hiện tại hồi 107. Tạ Ninh là một tướng lĩnh cao cấp trong chính quyền Vương Khánh, giữ chức Thống quân Đại tướng. Khi quân Lương Sơn tiến công thành Tây Kinh và Kinh Nam, Vương Khánh sai Tạ Ninh nhận binh phù, tướng lệnh, đem 12 phó tướng cùng hai vạn quân đi cứu viện Kinh Nam, không rõ kết cục ra sao.

### Tạ Vũ
Tạ Vũ (謝武) là một nhân vật trong Thủy hử, xuất hiện tại hồi 87. Tạ Vũ là một trong Nhị thập bát tú tướng quân dưới trướng Ngột Nhan thống quân, ứng với Phòng Nhật Thố (房日兔). Thái Ất Côn Thiên trận bị quân Lương Sơn phá vỡ, quân Liêu đại bại, không rõ kết cục ra sao.

### Tất Thắng
Tất Thắng (毕胜) là một nhân vật trong Thủy hử, xuất hiện tại hồi 76. Tất Thắng là một tướng lĩnh của triều đình nhà Tống, thuộc biên chế Ngự Lâm quân của Kinh sư, giữ chức Ngự Tiền Phi Hổ đại tướng. Đồng Quán đem 10 vạn quân đi chinh phạt Lương Sơn Bạc, chọn lựa 2 vạn quân từ Cấm quân, giao cho Phong Mỹ và Tất Thắng chỉ huy.
Trong lần đầu giao tranh, Phong Mỹ cùng Tất Thắng được cắt cử làm tướng Vũ Dực ở trung quân, trận đó quân triều đình đại bại. Trong lần giao tranh thứ hai, quân triều đình bị mai phục, trung quân bị Chu Đồng, Lôi Hoành dẫn 5.000 quân tấn công. Tất Thắng giao chiến với Lôi Hoành, bất phân thắng bại. Quân triều đình nhanh chóng đại bại, Phong Mỹ, Tất Thắng cố gắng hộ vệ Đồng Quán rút lui.
Các tướng lĩnh triều đình lần lượt bị bắt giết, còn duy nhất Tất Thắng hộ vệ bên cạnh Đồng Quán. Sau khi thoát khỏi vòng vây, Đồng Quán thấy bên người chỉ còn mỗi Tất Thắng, hổ thẹn không dám về gặp Trương Thúc Dạ, thu thập tàn quân rút thẳng về Đông Kinh.

### Tất Ứng Nguyên
Tất Ứng Nguyên (毕应元) là một nhân vật trong Đãng khấu chí, xuất hiện tại hồi 93. Tất Ứng Nguyên đứng hàng thứ 10 trong ba mươi sáu Lôi tướng, hiệu là Hy Nguyên Lôi Phủ U Uổng Ti Tổng Ti Chân Quân chuyển thế.
Tất Ứng Nguyên ban đầu làm Ngục quan tại Áp ngục ti Tào Châu. Tất Ứng Nguyên được Trương Minh Kha giới thiệu là mưu sĩ có nhiều mưu kế, lại giỏi võ nghệ, quen thuộc cung tên, bèn tiến cử cho Cái Thiên Tích. Tất Ứng Nguyên bèn bày ra kế giả làm đầu mục của Lã Phương rồi tiến hành phá ngục, để Lã Phương chạy về Lương Sơn Bạc khiến Tống Giang không có cớ đánh Tào Châu nữa. Sau đó ép buộc lâu la của Lã Phương phải nhận tội giết chết sứ giả của nhà vua, lại lấy lão Chung Ly Phúc Hoàn (trước là người họ Chung Ly ở Chúc Gia Trang) làm chứng, từ đó vu oan cho Lương Sơn Bạc tội khi quân.
Về sau Tất Ứng Nguyên tham gia chinh phạt Lương Sơn, có công bắn chết Bành Kỷ. Sau khi thảo phạt, Tất Ứng Nguyên được phong Đại học sĩ Long Đồ Các, Thị lang Bộ Hình, tước Tế Dương bá.

### Tây Môn Khánh
Tây Môn Khánh (西門慶) là một nhân vật trong Thủy hử và Kim Bình Mai, xuất hiện tại hồi 24 của Thủy hử và hồi 1 của Kim Bình Mai. Tây Môn Khánh là một phú hộ trong huyện Thanh Hà, gia sản chủ yếu là tiệm thuốc duy nhất trong huyện. Tây Môn Khánh tính tình dâm dật, thường hay kết giao với những tên ất ơ khác trong huyện, hàng ngày rủ nhau đi nhà kỹ nữ, nghe đàn, mua dâm. Sau Tây Môn Khánh thấy vợ của Võ Đại Lang bán bánh bao là Phan Kim Liên xinh đẹp, bèn gửi vàng cho Vương Bà tìm cách dụ dỗ. Phan Kim Liên tằng tịu với Tây Môn Khánh, sợ bị phát hiện nên đã lập mưu giết chết Võ Đại Lang. Sau này, em của Võ Đại Lang là Võ Tòng giết cả hai để báo thù cho anh.
Trong tác phẩm Kim Bình Mai, Tây Môn Khánh trốn thoát được sự truy sát của Võ Tòng, rồi sau này do dâm dục quá độ mà chết. Tây Môn Khánh có hai con trai là Tây Môn Tố Quan (do Lý Bình Nhi sinh ra) và Tây Môn Hiếu (do Ngô Nguyệt Nương sinh ra), nhưng cả hai người con này đều không nối dõi được dòng họ Tây Môn: Tây Môn Tố Quan sống được hơn 1 tuổi thì mất, Tây Môn Hiếu được một đại hoà thượng cho biết là kiếp sau của Tây Môn Khánh nên phải đi tu để thoát nạn.

### Tây Môn Như Lan
Tây Môn Như Lan (西门如兰) là một nhân vật trong Tình nghĩa anh hùng Vũ Nhị Lang, do Cao Hải Yến thủ vai.
Như Lan là em gái của Tây Môn Khánh, từng được Võ Tòng cứu nên đối với Võ Tòng nhất kiến chung tình. Sau Tây Môn Khánh thông đồng với Phan Kim Liên giết anh trai Võ Tòng là Võ Đại Lang, bị Võ Tòng chém giết. Như Lan vì cứu Võ Tòng, đứng ra vạch tội anh trai, giúp Võ Tòng được giảm án, chỉ bị đày đi Mạnh Châu. Khi Như Lan trốn nhà đi tìm Võ Tòng, bị Phi Thiên Ngô Công truy đuổi, nhảy vực tự vẫn, may mà được vợ Trương đô giám cứu, thu làm con gái nuôi.
Như Lan tái ngộ Võ Tòng, nhưng lại bị Trương đô giám gài bẫy. Trương đô giám hứa tương lai gả Như Lan cho Võ Tòng, khiến Võ Tòng bởi vậy buông lỏng cảnh giác, trúng kế bỏ tù. Như Lan vì cứu Võ Tòng, đáp ứng Trương đô giám, gả cho cháu hắn Trương đoàn luyện. Trương đô giám vẫn chưa yên tâm, phái người đến Phi Vân Phố sát hại Võ Tòng. Võ Tòng giết chết giải sai cùng sát thủ, trở lại phủ Trương đô giám, máu tươi lầu Uyên Ương, giết chết Trương đô giám cùng Tưởng Môn Thần.
Như Lan lại được Tôn Nhị Nương, Trương Thanh cứu ra, tại gò Thập Tự lần nữa tái ngộ Võ Tòng, nguyên thề bên nhau. Vì tránh quan quân đuổi bắt, gia đình Võ Tòng di chuyển đến Nhị Long Sơn. Trên đường lại đụng phải Phi Thiên Ngô Công. Hai bên ác chiến, Võ Tòng sau cùng tru diệt được ma đầu, nhưng Như Lan lại chết trong lòng người yêu.

### Thạch Bưu
Thạch Bưu (方雄) là một nhân vật trong Giản bản Thủy hử, xuất hiện tại hồi 110. Thạch Bưu là một tướng lĩnh của triều đình Phương Lạp, làm Nha tướng trấn thủ ải Độc Tùng. Quân Lương Sơn tấn công ải Độc Tùng, Thạch Bưu bị Mã Linh dùng gạch vàng đánh bị thương. Cửa ải thất thủ, trên đường tháo chạy, Thạch Bưu bị Hạng Trung truy đuổi. Hạng Trung rơi xuống vách núi mà chết, Thạch Bưu không rõ kết cục ra sao.

### Thạch Hóa Long
Thạch Hóa Long (石化龙) là một nhân vật xuất hiện trong vở kịch Mại nghệ phóng hữu (卖艺访友) và tiểu thuyết Độc tí Võ Tòng (独臂武松).
Trong vở kịch Mại nghệ phóng hữu, Thạch Hóa Long là con trai của Thạch Dũng. Sau khi cha tử trận, Hóa Long lưu lạc giang hồ, mãi nghệ bán thuốc cao, bị ác bá Diêm Tam Báo lăng mạ bức ép.
Khi đó Tiêu Quế Anh (tên thật là Nguyễn Quế Anh) là con gái của Nguyễn Tiểu Thất (Tiêu Ân) bị truy nã, đi tìm hôn phu Hoa Phùng Xuân, ngẫu nhiên gặp Thạch Hóa Long. Tiêu Quế Anh giúp Thạch Hóa Long đánh lại Diêm Tam Báo. Hoa Phùng Xuân bắt gặp, nghĩ rằng hai người bắt nạt người già, giao thủ với Quế Anh. Thạch Hóa Long thấy bảo cung gia truyền của Hoa gia, bèn nói tên Hoa Vinh. Hoa Phùng Xuân biết được chân tướng. Ba người hợp lực diệt trừ Diêm Tam Báo cùng bọn thuộc hạ rồi cùng nhau đào tẩu.
Trong tiểu thuyết Độc tí Võ Tòng, Thạch Hóa Long là con trai của Thạch Tú, được Võ Tòng thu nhận làm đệ tử, tham gia điều tra vụ án tru diệt Lương Sơn.

### Thái thú Đông Xương
Thái thú Đông Xương (東昌府太守) là một nhân vật trong Thủy hử, xuất hiện tại hồi 70. Thái thú phủ Đông Xương cùng Trương Thanh thủ thành chống quân Lương Sơn trong nhiều ngày. Sau Trương Thanh đi cướp lương bị bắt, phủ thành Đông Xương bị phá. Tống Giang biết Thái thú làm quan thanh liêm nên không làm hại.
Trong loạt phim điện ảnh Thủy hử anh hùng phổ, người đứng đầu phủ Đông Xương là Tri phủ Vũ Văn Thuần (宇文淳), cấu kết với Tri phủ Đông Bình tham ô lương thực để kiếm túi riêng.

### Thái Trạch
Thái Trạch (蔡澤) là một nhân vật trong Thủy hử, xuất hiện tại hồi 94. Thái Trạch là một trong mười tướng lĩnh trấn thủ thành Chiêu Đức dưới quyền Điền Hổ. Sau khi quân Lương Sơn đánh bại viện binh, Hoàng Việt cùng Kim Đỉnh phát động binh biến, giết Ngưu Canh, Lãnh Ninh, Diệp Thanh, mở cửa thành đầu hàng. Thái Trạch sau đó ra hàng quân Lương Sơn, nhưng không theo quân Lương Sơn đi đánh Vương Khánh.

### Thành Châu Na Hải
Thành Châu Na Hải (成珠那海) là một nhân vật trong Thủy hử, xuất hiện tại hồi 87. Thành Châu Na Hải là một trong Nhị thập bát tú tướng quân dưới trướng Ngột Nhan thống quân, ứng với Bích Thủy Du (	壁水㺄). Thái Ất Côn Thiên trận bị quân Lương Sơn phá vỡ, quân Liêu đại bại, không rõ kết cục ra sao.

### Thẩm Thọ
Thẩm Thọ (沈寿) là một nhân vật trong Thủy hử, xuất hiện tại hồi 116. Thẩm Thọ là quan Tham chính của triều đình Phương Lạp, được Lâu Mẫn Trung giới thiệu cho Sài Tiến. Sau khi thành Thanh Khê bị phá, Tống Giang cho chém đầu toàn bộ các quan lại của triều đình Phương Lạp, trong đó có Thẩm Thọ.

### Thiên Sơn Dũng
Thiên Sơn Dũng (天山勇) là một nhân vật trong Thủy hử, xuất hiện tại hồi 84. Thiên Sơn Dũng thiện dùng cung nỏ, ngoại hiệu Nhất Điểm Du (一点油), giữ chức Phó tổng binh thành Kế Châu.
Quân Lương Sơn xâm phạm, đánh hạ thành Đàn Châu. Trấn thủ Đàn Châu Động Tiên thị lang dẫn tàn quân chạy về Kế Châu cầu viện. Trấn thủ Kế Châu là Gia Luật Đắc Trọng bèn dẫn bốn con trai là Gia Luật Tông Vân, Tông Điện, Tông Lôi, Tông Lâm cùng Thiên Sơn Dũng đến huyện Ngọc Điền để ngăn chặn quân Lương Sơn. Hai quân đấu tướng. Bên quân Lương Sơn, Trương Thanh xuất trận. Thiên Sơn Dũng biết được Trương Thanh là tướng ném đá chết dũng tướng A Lý Kỳ, bèn dùng nỏ bắn tên trúng yết hầu Trương Thanh. Trương Thanh trúng tên nhưng may mắn được Đổng Bình, Sử Tiến kịp thời kéo về, được An Đạo Toàn chữa trị nên mới không chết.
Quân Lương Sơn do Lư Tuấn Nghĩa chỉ huy bị đánh tan, quân Liêu chủ động bỏ Ngọc Điền, lui về giữ Kế Châu. Sau Tống Giang dẫn quân công Kế Châu, Bảo Mật Thánh, Thiên Sơn Dũng đem quân ra khỏi thành nghênh địch. Thiên Sơn Dũng đối chiến Từ Ninh, không tới 20 hiệp bị Từ Ninh dùng câu liêm thương đâm chết.

### Thôi thị
Thôi thị là một nhân vật trong Thủy hử, là vợ của Hoa Vinh. Bà chỉ xuất hiện thoáng qua trong hồi 33 của tiểu thuyết.

### Thôi Tĩnh
Thôi Tĩnh (崔靖) là một nhân vật trong Thủy hử, xuất hiện tại hồi 74. Thôi Tĩnh giữ chức Ngự sử Đại phu trong triều đình nhà Tống. Khi triều đình bàn về việc đánh dẹp Lương Sơn Bạc, Thôi Tĩnh cho rằng Lương Sơn Bạc dùng chữ "Thế thiên hành đạo" để mị dân, cùng với Tống-Liêu đang xung đột, khó cho việc đánh dẹp. Vì cớ đó, Thôi Tĩnh đề xuất Tống Huy Tông viết chiếu chiêu an Lương Sơn, sai đi đánh Liêu, được Huy Tông khen ngơi. Tuy nhiên, việc chiêu an không thành do bị Cao Cầu, Đồng Quán phá rối, Tống Huy Tông khi tức giận sai người bắt Thôi Tĩnh, giao cho Đại Lý Tự thẩm vấn.
Trong phim truyền hình năm 1998, vai Thôi Tĩnh do Trương Kỷ Trung đảm nhiệm.

### Thời Văn Bân
Thì Văn Bân hay Thời Văn Bân (时文彬) là một nhân vật trong Thủy hử, xuất hiện ở hồi 15. Thì Văn Bân là Huyện lệnh huyện Vận Thành, được dân chúng tán dương là quan phụ mẫu thanh liêm chính trực, có lòng nhân từ. Trong nha môn có Tống Giang, Chu Đồng, Lôi Hoành, sau có thêm Triệu Năng, Triệu Đắc.
Thì Văn Bân cùng áp ti Tống Giang giao tình thâm hậu. Khi Tống Giang giết chết Diêm Bà Tích, Thì Văn Bân trong bóng tối che chở Tống Giang, tìm cách giảm nhẹ tình tiết vụ án, thậm chí còn vu tội cho Đường Ngưu Nhi. Tống Giang nhờ đó thoát chết, chỉ bị lưu đày Giang Châu.

### Thuận Thụ Cao
Thuận Thụ Cao (順受高) là một nhân vật trong Thủy hử, xuất hiện ở hồi 87. Thuận Thụ Cao là một trong Nhị thập bát tú tướng quân dưới trướng Ngột Nhan thống quân, ứng với Mão Nhật Kê (昴日雞). Thái Ất Côn Thiên trận bị quân Lương Sơn phá vỡ, quân Liêu đại bại, không rõ kết cục ra sao.

### Tiền Phi Hổ
Tiền Phi Hổ (錢飛虎) là một nhân vật trong Đãng khấu chí, xuất hiện ở hồi 85. Tiền Phi Hổ là một trong bốn Đề hạt dưới quyền Tri phủ Nghi Châu Cao Phong.
Tiền Phi Hổ cùng Triệu Long, Tôn Lân, Lý Phượng Minh là bốn Đề hạt theo quân Cao Phong chinh thảo Viên Tí trại, trả thù Trần Hi Chân, Lưu Quảng phá thành Nghi Châu. Trong trận, cả bốn tướng đối chiến Trần Lệ Khanh, bốn tướng không địch lại, đều thua trận.
Cao Phong thấy các tướng thua trận, dùng phép thuật vây khốn Trần Lệ Khanh. Trần Hi Chân dẫn viện binh tới cứu, quân Cao Phong đại bại rút lui. Trong trận, Tiền Phi Hổ đụng độ Cẩu Anh, bị Cẩu Anh một đao chém lăn xuống ngựa.

### Tiết Hùng
Tiết Hùng (薛雄) là một nhân vật trong Thủy hử, xuất hiện ở hồi 87. Tiết Hùng là một trong Nhị thập bát tú tướng quân dưới trướng Ngột Nhan thống quân, ứng với Ngưu Kim Ngưu (牛金牛). Thái Ất Côn Thiên trận bị quân Lương Sơn phá vỡ, quân Liêu đại bại, không rõ kết cục ra sao.

### Tiết Nguyên Huy
Tiết Nguyên Huy (薛元辉), là một nhân vật trong Kim bản Thủy hử, xuất hiện ở hồi 53. Tiết Nguyên Huy là Thống chế quan của Cao Đường Châu, dưới quyền Cao Liêm. Khi quân Lương Sơn tấn công Cao Đường, Tiết Nguyên Huy vung song đao giao chiến với Hoa Vinh, được vài hiệp, Hoa Vinh giả vờ chạy lui. Nguyên Huy không biết là kế, đuổi theo, bị Hoa Vinh bắn chết. Tiết Nguyên Huy được xem là mạnh nhất trong các thống chế thành Cao Đường, vị quốc vong thân, chết có ý nghĩa.

### Tiết Tán
Tiết Tán (薛贊) là một nhân vật trong Thủy hử, xuất hiện ở hồi 106. Tiết Tán là một tướng lĩnh dưới quyền Vương Khánh, phụ trách mai phục trong rừng rậm sau núi Long Trung. Quân Lương Sơn tấn công núi Long Trung, Cảnh Văn, Tiết Tán từ trong rừng xông ra, cùng My Thắng phản công, chung quy không địch lại mà bị giết.

### Tiêu Đại Quán
Tiêu Đại Quán (蕭大觀) là một nhân vật trong Thủy hử, xuất hiện ở hồi 87. Tiêu Đại Quán là một trong Nhị thập bát tú tướng quân dưới trướng Ngột Nhan thống quân, ứng với Đấu Mộc Giải (斗木獬). Thái Ất Côn Thiên trận bị quân Lương Sơn phá vỡ, quân Liêu đại bại, Tiêu Đại Quán bị Âu Bằng, Đặng Phi và Mã Lân bắt giữ, sau trao trả cho triều Liêu.

### Tiểu Tô học sĩ
Tiểu Tô học sĩ (苏定) là một nhân vật trong Thủy hử, xuất hiện ở hồi 2. Đổng tướng sĩ tiến cử Cao Cầu đến phủ Tiểu Tô học sĩ để cầu quan chức. Tiểu Tô học sĩ biết họ Cao xuất thân du thủ du thực, liền lưu người lại một đêm rồi tiến cử Cao Cầu làm người hầu của phò mã Vương Tấn Khanh.
Theo sách sử, Cao Cầu từng làm người chép sách của Tô Đông Pha (Tô Thức), nên Tiểu Tô học sĩ ở đây chính là Tô Đông Pha, phân biệt với Đại Tô học sĩ (Tô Tuân, bố của Tô Đông Pha). Cũng có quan điểm cho rằng Tiểu Tô học sĩ là Tô Triệt (em trai Tô Đông Pha).
Ngoài ra, Tô Đông Pha còn được nhắc đến ở các hồi 39,45, 72, 114.

### Tô Định
Tô Định (苏定) là một nhân vật trong Thủy hử, xuất hiện ở hồi 60. Tô Định là Phó giáo sư của Tăng Đầu thị, cùng với Sử Văn Cung dạy bảo Tăng gia ngũ hổ. Xuất thân, hình tượng, võ nghệ,... của Tô Định không được miêu tả trong truyện. Qua câu đối thoại với Sử Văn Cung, có thể thấy Tô Định có thể là người cẩn thận, có chút tư duy. Khi quân Lương Sơn tấn công Tăng Đầu thị lần thứ hai, Sử Văn Cung, Tô Định, Tăng Mật, Tăng Khôi nửa đêm xông ra cướp trại. Quân Lương Sơn biết trước, tiến hành mai phục, quân Tăng Đầu thị đại bại. Tô Định trong lúc chạy trốn bị Lỗ Trí Thâm, Vũ Tùng, Dương Chí, Sử Tiến cản đường. Kết cục bị tên loạn bắn chết.

### Tổ Hưng
Tổ Hưng (祖興) là một nhân vật trong Thủy hử, xuất hiện ở hồi 87. Tổ Hưng là một trong Nhị thập bát tú tướng quân dưới trướng Ngột Nhan thống quân, ứng với Thất Hỏa Trư (室火豬). Thái Ất Côn Thiên trận bị quân Lương Sơn phá vỡ, quân Liêu đại bại, không rõ kết cục ra sao.

### Tôn Lân
Tôn Lân (孫麟) là một nhân vật trong Đãng khấu chí, xuất hiện ở hồi 85. Tôn Lân là một trong bốn Đề hạt dưới quyền Tri phủ Nghi Châu Cao Phong.
Tôn Lân cùng Triệu Long, Lý Phượng Minh, Tiền Phi Hổ là bốn Đề hạt theo quân Cao Phong chinh thảo Viên Tí trại, trả thù Trần Hi Chân, Lưu Quảng phá thành Nghi Châu. Trong trận, cả bốn tướng đối chiến Trần Lệ Khanh, bốn tướng không địch lại, đều thua trận. Cao Phong thấy các tướng thua trận, dùng phép thuật vây khốn Trần Lệ Khanh. Trần Hi Chân dẫn viện binh tới cứu, quân Cao Phong đại bại rút lui.
Sau Cao Phong dẫn Triệu Long, Tôn Lân, Lý Phượng Minh truy đuổi Lưu Huệ Nương, bị trúng mai phục. Tôn Lân bị tên loạn bắn chết.

### Tôn Trung
Tôn Trung (孫忠) là một nhân vật trong Thủy hử, xuất hiện ở hồi 87. Tôn Trung là một trong Nhị thập bát tú tướng quân dưới trướng Ngột Nhan thống quân, ứng với Giác Mộc Giao (角木蛟). Thái Ất Côn Thiên trận bị quân Lương Sơn phá vỡ, quân Liêu đại bại, không rõ kết cục ra sao.

### Tống An Bình
Tống An Bình là nhân vật trong Thủy hử, xuất hiện ở hồi 120. Tống An Bình là con trai của Tống Thanh, tức cháu gọi Tống Giang bằng bác.

### Tống Giang
- Tống Giang tự Công Minh, vị trại chủ đời thứ 3 của Lương Sơn Bạc có các ngoại hiệu là Cập Thời Vũ và Hô Bảo Nghĩa, là nhân vật có thật trong lịch sử Trung Quốc

### Tống Ngũ tẩu
Tống ngũ tẩu (宋五嫂) là một đầu bếp nữ nổi tiếng đầu thời Nam Tống. Tống ngũ tẩu người Biện Kinh, sau chạy nạn đến Lâm An. Món ăn thố lưu ngư, đặc sản vùng Hàng Châu do Tống ngũ tẩu sáng tạo ra.

### Tống Nhân Tông
Tống Nhân Tông (宋仁宗) là một nhân vật trong Thủy hử, xuất hiện ở hồi 1. Thời niên hiệu Gia Hựu, xuất hiện tai bệnh, Tống Nhân Tông phê chuẩn tấu chương của Phạm Trọng Yêm, sai Thái úy Hồng Tín đến Tín Châu mời Trương Thiên Sư đến kinh thành tế trời. Không ngờ Hồng Tín lên núi Long Hổ lại thả ra 108 ma quân, tạo nên kiếp nạn thời Huy Tông.

### Trần Chứ
Trần Chứ (陳翥) là một nhân vật trong Thủy hử, xuất hiện ở hồi 76. Trần Chứ giữ chức Binh mã Đô giám Trịnh Châu, theo Đồng Quán thảo phạt Lương Sơn bạc. Hai quân giao chiến, Trần Chứ nâng đao đánh với Tần Minh hơn 20 hiệp, bị Tần Minh đập chết. Ngựa của Trần Chứ bị Thiện Đình Khuê, Ngụy Định Quốc đoạt được.

### Trần Tam Lang
Trần tam lang (陳三郎) là một nhân vật trong Thủy hử, xuất hiện ở hồi 20. Trần tam lang làm nghề bán quan tài trong huyện Vận Thành. Tống Giang từng mua quan tài ở chỗ Trần tam lang để an táng Diêm ông, cha của Diêm Bà Tích.

### Trần Uân
Trần Uân (陳贇) là một nhân vật trong Thủy hử, xuất hiện tại hồi 106. Trần Uân là một tướng lĩnh dưới quyền Vương Khánh, cùng Hạ Cát, My Thắng, Quách Canh cầm hai vạn quân trấn thủ núi Long Trung. Quân Lương Sơn tấn công Long Trung, Tần Minh thấy Sách Siêu không thắng được My Thắng, thúc ngựa trợ chiến, Trần Uân lao ra đón đánh. Một lúc sau, Quỳnh Anh xông lên ném đá trúng mũi khiến Trần Uân ngã ngựa, Tần Minh lại dùng một gậy kết liễu.

### Tri huyện Dương Cốc
Tri huyện Dương Cốc (陽谷縣知縣) là một nhân vật trong Thủy hử, xuất hiện ở hồi 23. Vũ Tùng đánh chết hổ dữ ở đồi Cảnh Dương, Tri huyện sợ mất lòng các hộ thợ săn trong huyện, bèn đem tiền thưởng chia cho thợ săn, lại mời Vũ Tùng làm Bộ binh Đô đầu. Được một thời gian, Tri huyện đã đến nhận chức ở huyện Dương Cốc được hai năm rưỡi, tham ô được một khoảng tiền, liền nhờ Vũ Tùng vẫn chuyển đến cho người nhà ở Đông Kinh. Hai tháng sau, Vũ Tùng trở về thì phát hiện anh trai Vũ Đại đã bị Phan Kim Liên, Tây Môn Khánh hại chết, dẫn Vận Ca, Hà Cửu Thúc đến công đường kêu oan. Song Tri huyện e ngại Tây Môn Khánh, qua loa cho xong chuyện, buộc Vũ Tùng phải tự tìm chứng cứ, chặt đầu Phan, Tây, bắt Vương bà rồi tự thú. Tri huyện tán thưởng Vũ Tùng là người có nghĩa khí nên có ý muốn giúp, cố tình viết lời tốt trong công văn chuyển giao vụ án lên phủ Đông Bình, nhờ thế mà Vũ Tùng chỉ bị lưu đày ở châu gần.
Trong phim truyền hình Vũ Tùng (2013), Huyện lệnh Dương Cốc tên là Sử Văn Khôi (史文魁), do diễn viên Chung Hâm Bồi thủ vai.

### Triệu an phủ
Triệu an phủ (趙安撫) là một nhân vật trong Thủy hử, xuất hiện ở hồi 84. Triệu an phủ là tông thất nhà Tống, giữ chức Đồng tri An phủ sứ ở Đông Kinh.
Triều đình nhà Tống bắt quân Lương Sơn lên phía bắc đánh Liêu. Khi quân Lương Sơn hạ được thành Đàn Châu, triều đình hốt hoảng, vội cắt cử tông thất Triệu an phủ làm Khâm sai, thống lĩnh 2 vạn quân Ngự doanh lên phía bắc để giám chiến và tiếp quản thành trì.

### Triệu Đỉnh
Triệu Đỉnh (趙鼎) là một nhân vật trong Thủy hử, xuất hiện trong hồi 67. Triệu Đỉnh giữ chức quan Hữu Gián nghị đại phu. Sau khi Lương Sơn phá phủ Đại Danh, Triệu Đỉnh đề nghị Huy Tông chiêu an Lương Sơn Bạc, chọc giận Thái sư Thái Kinh, bị biếm chức đuổi về quê.
Nguyên mẫu của Triệu Đỉnh trong Thủy hử là đại thần Triệu Đỉnh thời Nam Tống. Triệu Đỉnh trong lịch sử đỗ tiến sĩ thời Bắc Tống triều Tống Triết Tông, sau làm tể tướng Nam Tống, tiểu sử thời Tống Huy Tông bị khuyết.

### Triệu Long
Triệu Long (趙龍) là một nhân vật trong Đãng khấu chí, xuất hiện ở hồi 85. Triệu Long là một trong bốn Đề hạt dưới quyền Tri phủ Nghi Châu Cao Phong.
Triệu Long cùng Tôn Lân, Lý Phượng Minh, Tiền Phi Hổ là bốn Đề hạt theo quân Cao Phong chinh thảo Viên Tí trại, trả thù Trần Hi Chân, Lưu Quảng phá thành Nghi Châu. Trong trận, cả bốn tướng đối chiến Trần Lệ Khanh, bốn tướng không địch lại, đều thua trận. Cao Phong thấy các tướng thua trận, dùng phép thuật vây khốn Trần Lệ Khanh. Trần Hi Chân dẫn viện binh tới cứu, quân Cao Phong đại bại rút lui.
Sau Cao Phong dẫn Triệu Long, Tôn Lân, Lý Phượng Minh truy đuổi Lưu Huệ Nương, bị trúng mai phục. Tôn Lân, Lý Phượng Minh đều bị giết, Triệu Long liều mạng dẫn Cao Phong rút chạy tới gò Cao Quan (高官坟) thì trúng mai phục của Lưu Huệ Nương. Triệu Long đối chiến Lưu Kỳ, được 6-7 hiệp bị Lưu Kỳ chém chết.

### Triệu Triết
Triệu Triết (赵哲) là một nhân vật trong Thủy hử, xuất hiện ở hồi 1. Triệu Triết là Tể tướng thời Tống Nhân Tông. Trong lịch sử thời Tống không có Tể tướng Triệu Triết, chỉ có Kinh lược sứ lộ Hoàn Khánh Triệu Triết, bị Trương Tuấn đem xử chém oan để đổ trách nhiệm trong thất bại tại Phú Bình.

### Trình Vạn Lý
Trình Vạn Lý (程萬里) là một nhân vật trong Thủy hử, xuất hiện ở hồi 69. Trình Vạn Lý là quan Tri phủ Đông Bình, thường gọi là Trình thái thú (程太守), vốn là môn quán tiên sinh (thực khách) của Đồng Quán, được Đồng Quán trọng dụng nên mới có được chức quan. Trình Thái thú có một người con gái xinh đẹp là Trình Uyển Nhi. người cầu thân đến không ngớt, trong đó có thuộc hạ là Đổng Bình. Đổng Bình nhiều lần đưa lễ xin cưới nhưng không được chấp thuận. Khi quân Lương Sơn tấn công phủ Đông Bình, Đổng Bình nhân cơ hội nhắc lại việc cầu thân, Trình Vạn Lý tỏ ra do dự, đem việc tạm gác lại. Đổng Bình bị Tống Giang bắt, đầu nhập Lương Sơn, bèn nội ứng phá thành, đem người nhà họ Trình giết sạch và đem Trình Uyển Nhi về làm vợ.

### Tuyên Hoa
Tuyên Hoa (宣花) là một nhân vật trong tiểu thuyết Thủy hử trung truyện của Khương Hồng Phi. Tuyên Hoa là con trai của Tuyên Tán, khi Tuyên Tán tử trận thì được nhận chiếu chờ khi trưởng thành cho tập chức của cha.

### Trương Địch
Trương Địch (张迪) là một nhân vật lịch sử. Thời kỳ niên hiệu Tuyên Hòa (1119-1125), Trương Địch tại Minh Châu tụ tập bè đảng mấy chục vạn, công phá châu huyện, từng vây Tuấn Châu 5 ngày. Lưu Quang Thế dẫn quân trấn áp, Trương Địch tử trận. Trương Địch được xem là nguyên mẫu của Tứ đại khấu Điền Hổ.

### Trương Khởi
Trương Khởi (張起) là một nhân vật trong Thủy hử, xuất hiện ở hồi 87. Trương Khởi là một trong Nhị thập bát tú tướng quân dưới trướng Ngột Nhan thống quân, ứng với Cang Kim Long (亢金龍). Thái Ất Côn Thiên trận bị quân Lương Sơn phá vỡ, quân Liêu đại bại, không rõ kết cục ra sao.

### Trương Tiết
Trương Tiết (张节) là một nhân vật trong Thủy hử, được nhắc đến trong hồi 110. Trương Tiết là con trai của Trương Thanh và Quận chúa Quỳnh Anh. Quỳnh Anh vì mang thai nên không theo Trương Thanh đánh Phương Lạp, cùng Diệp Thanh và An thị ở lại Biện Kinh tĩnh dưỡng, sinh ra Trương Tiết.
Trương Thanh tử trận ở ải Độc Tùng, Quỳnh Anh cùng Diệp Thanh, An thị đem di hài về an táng ở quê nhà phủ Chương Đức. Diệp Thanh sau đó ốm chết, Quỳnh Anh cùng An thị cùng nhau nuôi dưỡng Trương Tiết trưởng thành.
Khi quân Kim nam phạt, Trương Tiết theo Ngô Giới đánh bại Kim Ngột Truật, quan thăng đến Xa Vệ tướng quân. Sau từ quan về quê phụng dưỡng mẹ già tới hết đời, được khen là gương hiếu nghĩa.

### Trương Xảo Liên
Trương Xảo Liên (張巧蓮), là một nhân vật trong Thủy hử, xuất hiện tại hồi 31. Xảo Liên là con gái của Trương thái công, cả nhà bị Phi thiên ngô công Vương đạo nhân giết hại, bản thân bị Vương đạo nhân cưỡng bức ở am thờ tổ tiên trên dãy Ngô Công. Thân thích nhà họ Trương biết chuyện bất bình mà không làm gì được. Võ Tòng sau khi rời Mạnh Châu tình cờ đi qua núi Ngô Công, chém Vương đạo nhân, vô tình cứu vớt Trương Xảo Liên, cũng để Xảo Liên cầm toàn bộ tiền tài của họ Vương về nhà làm lại cuộc đời.

### Từ Uy
Từ Uy (徐威) là một nhân vật trong Thủy hử, xuất hiện ở hồi 87. Từ Uy là một trong Nhị thập bát tú tướng quân dưới trướng Ngột Nhan thống quân, ứng với Hư Nhật Thử (虛日鼠). Thái Ất Côn Thiên trận bị quân Lương Sơn phá vỡ, quân Liêu đại bại, không rõ kết cục ra sao.

### Tưởng Ấn
Tưởng Ấn (蔣印) là một nhân vật trong Thủy hử, xuất hiện ở hồi 115. Tưởng Ấn là tướng lĩnh trấn thủ ải Độc Tùng của triều đình Phương Lạp. Quân Lương Sơn tấn công ải Độc Tùng, Ngô Thăng, Tưởng Ấn, Vệ Hanh dẫn quân ra giao chiến, bị Lâm Xung đánh bại. Tưởng Ấn bị Lâm Xung đâm cho trọng thương, buộc Ngô Thăng chạy về ải cố thủ. Cửa ải thất thủ, Tưởng Ấn bị Lý Lập, Thang Long bắt sống, áp giải đến chỗ Trương chiêu thảo, không rõ kết cục ra sao.

## V

### Văn Nhân Thế Sùng
Văn Nhân Thế Sùng (闻人世崇) là một nhân vật trong Thủy hử, xuất hiện ở hồi 109. Văn Nhân Thế Sùng là tướng lĩnh thủy quân dưới quyền Vương Khánh, giữ chức Thủy quân Đô đốc, được giao phó nhiệm vụ bảo vệ đường sông, không cho quân Lương Sơn vượt sông tiến lên phía bắc. Tại eo sông Cù Đường, thủy quân của Văn Nhân Thế Sùng giao tranh với Lý Tuấn. Văn Nhân Thế Sùng thua trận bị chém chết, phó tướng Hồ Tuấn bị bắt.
Trong Giản bản Thủy hử, Văn Nhân Thế Sùng xuất hiện ở hồi 102, là người Khúc Hà, lộ Hoài Tây, xuất thân thuyền phu, có sức khỏe, có thể kéo nỏ cứng bảy mươi, tám mươi cân, dùng một cây phương thiên kích, giết người không chớp mắt.
Văn Nhân Thế Sùng là anh em kết nghĩa với Vương Khánh, giữ chức Binh mã Đô giám, cùng phó tướng Lưu Hắc Hổ, Tổ Cầu trấn giữ sông Cửu Loan. Khi quân Lương Sơn tấn công, Văn Nhân Thế Sùng ra ứng chiến An Nhân Mỹ, được 5 hiệp thì giả bại rút về. An Nhân Mỹ ham chiến đuổi theo, bị Văn Nhân Thế Sùng bắn chết. Văn Nhân Thế Sùng sau đó tiến hành tập kích doanh trại của Tôn An, Biện Tường, bị trúng mai phục nhưng vẫn phá được vòng vây, rút về miếu Long Vương. Quân Vương Khánh lại gặp quân mai phục của Ngạc Toàn Trung. Văn Nhân Thế Sùng chạy trốn đến bờ sông Cửu Loan thì bị Ngạc Toàn Trung đuổi kịp một đao chém chết.
Văn Nhân Thế Sùng họ kép Văn Nhân, tương truyền là họ của con cháu Thiếu Chính Mão. Bản dịch Hậu Thủy hử của Nhà xuất bản Văn học đã dịch sai câu: ...trừ thủy quân tướng sĩ Văn Nhân Thế Sùng đẳng..., dịch cụm từ "tướng sĩ Văn Nhân Thế Sùng" thành hai nhân vật là Tưởng Sĩ Văn và Nhân Thế Sùng.

### Văn Ngạn Bác
Văn Ngạn Bác (文彦博) là một nhân vật trong Thủy hử, xuất hiện ở hồi 1, giữ chức Tham chính thời Tống Nhân Tông.

### Vận Ca
Kiều Vận Ca (乔郓哥, Qiáo Yùngē) là một nhân vật trong Thủy hử và Kim Bình Mai. Xuất hiện trong cả hai tiểu thuyết, Vận Ca là một chú bé 16 tuổi bán lê trên phố huyện Dương Cốc kiếm tiền nuôi người cha già 60 tuổi. Vận Ca rất thân thiết với Vũ đại lang, hai người thường đi cùng nhau bán hàng trên phố. Trong một lần đi bán lê, Vận Ca đã tình cờ biết tin Phan Kim Liên tằng tịu với Tây Môn Khánh ở quán trà của Vương Bà nên đã báo với Võ Đại Lang. Võ Đại Lang biết chuyện bèn rình bắt đôi gian phu dâm phụ, bị đôi tình nhân này hãm hại, bỏ độc giết chết. Vận Ca là một trong hai người biết rõ mọi chuyện về cái chết của Vũ đại lang (người còn lại là Hà Cửu Thúc), cậu giúp Vũ Tùng vạch tội Tây Môn Khánh và Phan Kim Liên.

### Vệ Hạc
Vệ Hạc (卫鹤) là một nhân vật trong Thủy hử, xuất hiện ở hồi 108. Vệ Hạc là một tướng lĩnh dưới quyền Vương Khánh, giữ chức Thiên tướng. Vệ Hạc là một trong mười hai phó tướng theo Đỗ Mậu chặn đánh quân Lương Sơn. Tại núi Y Khuyết, Vệ Hạc giao chiến với Sơn Sĩ Kỳ, được hơn ba mươi hiệp, Sơn Sĩ Kỳ nâng thương đâm trúng chân ngựa. Vệ Hạc ngã ngựa, bị Sơn Sĩ Kỳ đâm chết.

### Vệ Hanh
Vệ Hanh (衛亨) là một nhân vật trong Thủy hử, xuất hiện ở hồi 115. Vệ Hanh là tướng lĩnh trấn thủ ải Độc Tùng của triều đình Phương Lạp. Quân Lương Sơn tấn công ải Độc Tùng, Vệ Hanh bị Thời Thiên, Bạch Thắng bắt sống, áp giải đến chỗ Trương chiêu thảo, không rõ kết cục ra sao.

### Vu Trực
Vu Trực (于直), có bản dịch là Can Trực, là một nhân vật trong Thủy hử, xuất hiện ở hồi 52. Vu Trực là Thống chế quan của Cao Đường Châu, dưới quyền Cao Liêm. Khi quân Lương Sơn tấn công Cao Đường, Vu Trực giao chiến với Lâm Xung, được 5 hiệp thì bị Lâm Xung đâm chết. Vu Trực được nhận xét là người trung quân ái quốc, không sợ hy sinh, vị quốc vong thân, chết có ý nghĩa.

### Vũ Đại Lang
Vũ đại lang (武大郎), biệt xưng Vũ Đại (武大), là một nhân vật trong Thủy hử, xuất hiện ở hồi 23. Vũ đại lang được tác phẩm miêu tả là một người lùn, xấu xí nhưng hiền lành tốt bụng, bán bánh bao ở chợ, mang ngoại hiệu Tam Thốn Đinh Cốc Thụ Bì (vỏ kê ba tấc). Cha mẹ mất sớm, Vũ đại lang nuôi em khôn lớn.
Vợ Vũ Đại là Phan Kim Liên là một người đàn bà đẹp và lẳng lơ, đã tư thông với Tây Môn Khánh, một nhân vật nổi tiếng hoang dâm vô độ. Dù biết nhưng Vũ Đại vẫn im lặng nhịn cho qua nhưng lại bị Phan Kim Liên và Tây Môn Khánh thông đồng hạ độc. Vũ Tùng sau khi lo an táng cho anh mình xong, giết chết Tây Môn Khánh và Phan Kim Liên để tế anh.
Trong Kim Bình Mai, Vũ đại lang xuất hiện ở hồi 1, tên là Vũ Thực. Vũ Thực có một con gái tên là Nghênh Nhi, con của đời vợ trước, trước khi lấy Phan Kim Liên.

### Vũ Năng
Vũ Năng (武能), là một nhân vật trong Thủy hử, xuất hiện ở hồi 99. Vũ Năng là thuộc tướng dưới quyền Mã Linh, được Mã Linh thu làm đệ tử, dạy cho phép thuật. Khi quân Lương Sơn bình Hà Bắc, Vũ Năng theo Mã Linh xuất chiến, bị Dương Xuân chém chết.

### Vũ Thuận
Vũ Thuận (武顺) là một nhân vật trong Thủy hử, xuất hiện trong hồi 107. Vũ Thuận là tướng trấn thủ huyện thành Bảo Phong dưới quyền Vương Khánh. Khi Lư Tuấn Nghĩa đem quân đánh Tây Kinh, Vũ Thuận liền mở cửa thành đầu hàng. Lư Tuấn Nghĩa tiếp nhận, ủy thác Vũ Thuận tiếp tục trấn thủ Bảo Phong. Vũ Thuận và các tướng đều cảm động.
Bản dịch Hậu Thủy hử của Nhà xuất bản Văn học bỏ sót tên nhân vật này.

### Vương Cảnh
Vương Cảnh (王景) là một nhân vật trong Thủy hử, xuất hiện ở hồi 87. Vương Cảnh là một trong Nhị thập bát tú tướng quân dưới trướng Ngột Nhan thống quân, ứng với Quỷ Kim Dương (鬼金羊). Thái Ất Côn Thiên trận bị quân Lương Sơn phá vỡ, quân Liêu đại bại, không rõ kết cục ra sao.

### Vương Chính
Vương Chính (王正) là một nhân vật trong Thủy hử, xuất hiện ở hồi 49. Vương Chính là quan khổng mục Đăng Châu và là con rể của địa chủ Mao thái công.
Mao thái công cùng con trai Mao Trọng Nghĩa mưu toan cướp công lao trừ hổ dữ của anh em Giải Trân, Giải Bảo, tìm cách hãm hại anh em nhà họ Giải. Trên công đường, Vương Chính trước mặt Thái thú nói xàm, khiến anh em họ Giải bị đánh vào tử tù lao. Sau đó Vương Chính, Mao thái công lại cấu kết với Tiết cấp Bao Cát, muốn cho Bao Cát lén lút xử lý anh em họ Giải. Lính coi ngục Nhạc Hòa nhận ra anh em họ Giải là họ hàng, bèn tìm cách cầu cứu chị họ Cố Đại Tẩu. Tôn Lập, Tôn Tân, Cố Đại Tẩu tiến hành cướp ngục, Vương Chính bị Trâu Uyên, Trâu Nhuận giết chết.

### Vương công
Vương công (王公) là một nhân vật trong Thủy hử, xuất hiện ở hồi 21. Vương công làm nghề bán canh thuốc ở huyện Vận Thành, từng được Tống Giang hứa tặng cho một khối quan tài để lo việc ma chạy trong tương lai.
Vương công (王公) là một nhân vật trong Thủy hử, xuất hiện ở hồi 40. Vương công là người gác cổng của phủ Thái sư Thái Kinh, đã chết được mấy năm, thay bằng Tiểu Vương.
Vương công (王公) là một nhân vật trong Thủy hử, xuất hiện ở hồi 45. Vương công là người Kế Châu nước Liêu, làm nghề bán cháo. Trong một lần gánh cháo buổi sớm, Vương công vấp phải xác Bùi Như Hải và Hồ đầu đà, bị quan phủ bắt giữ, nhưng nhanh chóng được thả.

### Vương Đạo Nhân
Vương đạo nhân (王道人) tên thật là Vương Thiên là một nhân vật trong Thủy hử, xuất hiện tại hồi 30 và 31. Hắn xuất thân là người huyện Tam Thanh tỉnh Giang Tây, vốn là học trò của đạo sĩ Cổ Tùng nhưng là kẻ háo sắc, tàn ác, chuyên dùng song kiếm võ nghệ tuyệt luân. Hắn có biệt hiệu là Phi thiên ngô công (飛天蜈蚣), là cường đạo trên núi Ngô Công (蜈蚣嶺). Thuộc hạ dưới trướng hắn là Lý Húc, còn được gọi là Lý nhị đầu đà, có biệt hiệu là Dạ Xoa đầu đà, cũng là kẻ tàn ác, xấu xa, chuyên bắt cóc trẻ em đem ra nấu để luyện công.
Khi Vương Thiên đi ngang qua núi Ngô Công đến Trương gia trang ngủ trọ rồi giả vờ giới thiệu rằng hắn giỏi bói toán địa lý nhân thế Trương thái công cho hắn lưu lại nơi đây để xem phong thủy ngôi mộ tổ tiên nhà họ Trương. Sau đó hắn dỗ dành cha tôi ở trong đó mấy ngày và đến khi nhìn thấy con gái Trương thái công là Xảo Liên xinh đẹp bèn giết cả gia đình Trương thái công rồi cưỡng bách Xảo Liên lên núi làm thiếp.
Khi Võ Tòng đi từ Mạnh Châu giả dạng hành giả đến núi Nhị Long nương nhờ Lỗ Trí Thâm đã đi ngang qua một đạo quán ở núi Ngô Công nghe được Vương Thiên cưỡng dâm Xảo Liên, chàng rất tức giận, bèn quyết định phá tan sào huyệt, diệt trừ Vương Thiên, Lý Húc và cả đồng đảng của chúng, cứu Xảo Liên.

### Vương Nghĩa
Vương Nghĩa (王義) là một nhân vật trong Thủy hử, xuất hiện ở hồi 76. Vương Nghĩa giữ chức Binh mã Đô giám Đặng Châu, theo Đồng Quán thảo phạt Lương Sơn bạc. Quân Tống bại trận, Phong Mỹ, Tất Thắng, Hàn Thiên Lân, Vương Nghĩa bảo bệ Đồng Quán rút lui. Trên đường tháo chạy, quân Tống bị Đổng Bình, Sách Siêu tập kích. Vương Nghĩa bị Sách Siêu chém chết.

### Vương Tấn Khanh
Vương Tấn Khanh (王晋卿) là một nhân vật trong Thủy hử, xuất hiện ở hồi 2. Vương Tấn Khanh là phò mã của Tống Thần Tông, em rể của Tống Triết Tông, tính tình thích phong lưu, thường được gọi là Tiểu Vương Đô Thái úy (小王都太尉). Tiểu Tô học sĩ tiến cử Cao Cầu tới phủ Vương Tấn Khanh, được họ Vương thu nhận, nhờ đó mà Cao Cầu có cơ hội tiếp xúc với Đoan vương, chính là Tống Huy Tông tương lai.

### Vương Văn Bân
Vương Văn Bân (王文斌) là một nhân vật trong Thủy hử, xuất hiện trong hồi 88. Vương Văn Bân là một tướng lĩnh của triều đình nhà Tống, giữ chức Trịnh Châu Đoàn luyện sứ, Ngự tiền 80 vạn Cấm quân thương bổng Giáo đầu, vốn là chức vị của Lâm Xung. Vương Văn Bân làm người gian xảo, giỏi về che giấu, lại được triều đình văn võ tôn kính nể trọng, được khen là người văn võ song toàn.
Quân Lương Sơn theo lệnh nhà Tống tiến lên phía bắc đánh Liêu, gặp phải mùa đông phương Bắc lạnh giá. Tống Giang nhiều lần gửi thư về xin áo ấm cho quân sĩ. Nhà Tống cử Vương Văn Bân mang 1 vạn quân hộ tống xa phu vận chuyển quân nhu. Đoàn xe lên tới hai trăm chiếc xe, phía trước cắm lá cờ vàng ghi Ngự tứ y áo. Văn Bân đến nơi đúng lúc Tống Giang bị Ngột Nhan Quang bày Thái Ất Côn Thiên trận đánh bại. Triệu an phủ thấy Vương Văn Bân có danh tiếng, bèn ngỏ lời xin trợ giúp.
Vương Văn Bân thấy đây là cơ hội lập công, bèn khoe khoang trước Tống Giang là bản thân từ nhỏ học binh pháp, hiểu biết trận pháp. Khi lên lầu quan sát trận quân Liêu, Văn Bân xem không hiểu gì, nhưng vẫn nói dối là bản thân biết cách phá trận. Vương Văn Bân mang quân tấn công, bị tướng Khúc Lợi Xuất Thanh, được 20 hiệp thì Văn Bân lui chiến, lộ ra sơ hở, bị tướng Liêu chém ngang, xác phanh làm hai.

## X

### Xà Lậu Thiên
Xà Lậu Thiên (佘漏天) là một nhân vật trong Thủy hử hậu truyện, xuất hiện ở hồi 35. Xà Lậu Thiên là đảo chủ của đảo Điếu Ngư (釣魚島) nước Xiêm La, tâm phúc của Thừa tướng Cung Đào. Cung Đào cướp ngôi, bị dư đảng Lương Sơn tiêu diệt, nước Xiêm La nằm trong tay Lý Tuấn. Xà Lậu Thiên không phục, cùng Thiết La Hán, Đồ Không, Cách Bằng cầu viện nước Nhật Bản. Quân Nhật Bản bị tiêu diệt, Xà Lậu Thiên sợ hãi, chạy về Điếu Ngư. Chu Đồng, Hoàng Tín, Mục Xuân cầm quân đánh đảo, Xà Lậu Thiên cố thủ trên núi không ra. Chu Đồng không làm gì được, liền nghe theo kế của Mục Xuân, phái Hoàng Tín, Mục Xuân dẫn quân trèo ra sau núi phóng hỏa. Xà Lậu Thiên ra ngoài xem xét tình hình, bị Hoàng Tín chém thành hai mảnh.

### Xương Hóa
Xương Hóa (昌化) là một nhân vật trong Giản bản Thủy hử, xuất hiện ở hồi 92. Xương Hóa là tướng lĩnh dưới quyền Điền Hổ, theo Biện Tướng giữ Long Bàn Châu chống quân Lương Sơn. Hai quân giao chiến, Xương Hóa đánh với Đổng Bình được 30 hiệp thì bị Đổng Bình đâm chết.

### Xương Thịnh
Xương Thịnh (昌盛) là một nhân vật trong Thủy hử, xuất hiện ở hồi 113. Xương Thịnh là một trong Bát phiêu kỵ dưới quyền Phương Lạp, giữ chức Phi Thủy đại tướng quân (飛水大將軍), theo Tam đại vương Phương Mạo giữ thành Tô Châu. Quân Lương Sơn tiến đánh Tô Châu, Phương Mạo cho Bát phiêu kỵ ra trận, đối đầu tám tướng lĩnh Lương Sơn. Xương Thịnh giao chiến với Hác Tư Văn, qua hơn 20 hiệp thì Cẩu Chính bị Chu Đồng chém chết, buộc phải rút lui. Khi thành Tô Châu bị phá, Xương Thịnh bị Lý Tuấn dùng thương đâm chết.

## Danh sách theo thế lực
Lưu ý: Các nhân vật không xuất hiện trong tiểu thuyết Thủy hử phiên bản 120 hồi được in nghiêng.

### Lương Sơn Bạc
- Thủ lĩnh: Vương Luân, Tiều Cái, Tống Giang

### Triều đình Bắc Tống
- Hoàng đế: Tống Nhân Tông, Tống Huy Tông, Tống Khâm Tông
- Triều đình Nhân Tông:
  - Triệu Triết, Văn Ngạn Bác, Phạm Trọng Yêm, Hồng Tín, Tiểu Tô học sĩ, Vương Tấn Khanh
- Triều đình Huy Tông:
  - Nguyên Hựu vương hậu, Vi phu nhân, Hình phu nhân
  - Thái Kinh, Cao Cầu, Đồng Quán, Dương Tiễn, Lương Sư Thành, Vương Phủ, Chu Miễn, Thái Du, Lý Bang Ngạn, Trần Tông Thiện, Cảnh Nam Trọng, Lâm Linh Tố
  - Triệu Đỉnh, Thôi Tĩnh, Túc Nguyên Cảnh, Trần Quán, Triệu an phủ, Hầu Mông, La Tiễn, Dư Thâm, Trịnh Cư Trung, Lý Cương
- Triều đình Khâm Tông:
  - Bạch Thời Trung, Lý Bang Ngạn, Trương Bang Xương, Vương Tông Sở, Chu Củng, Tôn Phó, Quách Kinh, Phạm Quỳnh
  - Lý Cương, Tông Trạch, Nhiếp Xương, Trần Đông, Hà Lật, Lý Nhược Thủy, Trương Tuấn, Triệu Đỉnh, Hồ Dần
- Cấm quân: Từ Ninh, Vương Thăng, Vương Tiến, Lâm Xung, Đoàn Thường, Tuyên Tán, Khâu Nhạc, Chu Ngang, Vương Văn Bân, Phong Mỹ, Tất Thắng, Quách Anh, Cẩu Bang Đạt, Hồ Xuân, Trình Tử Minh
  - Thái sư phủ: Thái Kinh, Vương công, Tiểu Vương, Trương can biện, Lưu Thế Nhượng, Lưu Nhị
  - Điện soái phủ: Cao Cầu, Đảng Thế Anh, Đảng Thế Hùng, Ngưu Bang Hỉ, Lục Khiêm, Phú An, Lý ngu hầu, Tôn Tĩnh, Tôn Cao, Tiết Bảo, Ngưu Tín, Phú Cát, Ngụy Cảnh, Vương Diệu, Trương ngu hầu, Tất Định Thư, Bách Năng Thánh, Ô Hữu, Tử Tư, Hà Hữu Dũng, Thạch Thiếu Mưu
- Thập Tiết độ sứ: Vương Hoán, Kinh Trung, Hạng Nguyên Trấn, Hàn Tồn Bảo, Vương Văn Đức, Trương Khai, Từ Kinh, Dương Ôn, Lý Tùng Cát, Mai Triển
- Tây quân: Lão Chủng kinh lược, Tiểu Chủng kinh lược, Trương Trọng Đức, Lưu đô đốc, Vương Bẩm, Triệu Đàm, Cảnh tham mưu, Tùng tham mưu, Diêu Cổ
- Quách Dược Sư, Lương Phương Bình, Vương Tiến, Lưu Quang Thế, Uông Báo, Nhạc Phi, Dương Nghi Trung, Hàn Thế Trung, Hô Diên Chước, Trương Tuấn, Mã Kiệt, Hồ Định Quốc, Hô Diên Ngọc, Từ Thịnh.

### Địa phương Bắc Tống
- Phủ Diên An: Viên Thủ Sơ, Thang tri trại
- Phủ Đại Danh: Lương trung thư, Vương thái thú, Lý Thành, Văn Đạt, Dương Chí, Sách Siêu, Vương Định, Chu Cẩn, Thái Phúc, Thái Khánh, Đổng Siêu, Tiết Bá, Cao Xung Hán
- Phủ Đông Bình (Vận Châu): Trình Vạn Lý, Trần Văn Chiêu, Đổng Bình
  - Huyện Dương Cốc: Tri huyện, Vũ Tùng
- Phủ Đông Xương: Thái thú, Trương Thanh
- Phủ Khai Phong: Đằng phủ doãn, Tôn Định, Đổng Siêu, Tiết Bá, Trương Long, Triệu Hổ
- Phủ Kiến Khang: Lưu Mộng Long
- Phủ Nhữ Ninh[10]: Hô Diên Chước
- Tế Châu: Trương Thúc Dạ, Hà Đào, Hoàng An, Vương Cẩn, Trương can biện, Ngưu đô giám, Trương Bá Phấn, Trương Trọng Hùng
  - Huyện Vận Thành: Thì Văn Bân, Chu Đồng, Lôi Hoành, Triệu Năng, Triệu Đắc, Trương Thiên, Lý Vạn, Từ Hòe, Nhan Thụ Đức, Nhâm Sâm
- Cao Đường Châu[11]: Cao Liêm, Vu Trực, Ôn Vân Bảo, Tiết Nguyên Huy
- Dĩnh Châu: Bành Kỷ
- Đăng Châu: Vương Chính, Bao Cát, Tôn Lập, Nhạc Hòa, Loan Đình Ngọc, Dương Kham, Mao Trĩ
- Đặng Châu: Vương Nghĩa
- Đường Châu: Hàn Thiên Lân
- Giải Châu: Quan Thắng
- Giang Châu: Thái Đắc Chương, Đới Tông
- Hoa Châu: Hạ thái thú
- Hứa Châu: Lý Minh
- Lai Châu: Hầu Phát
- Lăng Châu: Thiện Đình Khuê, Ngụy Định Quốc, Kha Thủ
- Nghi Châu: Cao Phong, Nguyễn Kỳ Tường, Hoàng Khôi, Lý Phi Báo, Lưu Quảng, Vạn Phu Hùng, Khổng Hậu, Triệu Long, Tiền Phi Hổ, Tôn Lân, Lý Phượng Minh, Âu Dương Thọ Thông, Vân Thiên Bưu, Đặng Tông Bật, Tân Tùng Trung, Trương Ứng Lôi, Đào Chấn Đình
- Nhữ Châu: Mã Vạn Lý
- Phòng Châu: Trương Cố Hành, Hồ Hữu Vi
- Tào Châu: Cái Thiên Tích, Tất Ứng Nguyên, Lỗ Thiệu Hòa, Lương Hoành
- Thanh Châu: Mộ Dung Ngạn Đạt, Tần Minh, Hoàng Tín, Hoa Vinh, Lưu Cao, Trương thái thú, Cáp Lan Sinh, Cáp Vân Sinh, Sa Chí Nhân, Miện Dĩ Tín
- Thương Châu: Cái tri phủ, Chu Đồng, Cao Nguyên
- Trần Châu: Hàn Thao, Ngô Bỉnh Di
- Trịnh Châu: Trần Chứ
- Tung Châu: Chu Tín
- Tuy Châu: Đoàn Bằng Cử
- Vô Vi quân: Hoàng Văn Bính

### Triều đình Đại Liêu
- Quân chủ: Gia Luật Huy
- Đàn Châu: Động Tiên thị lang, A Lý Kỳ, Giảo Nhi Duy Khang, Sở Minh Ngọc, Tào Minh Tế, Gia Luật Quốc Trân, Gia Luật Quốc Bảo
- Hùng Châu: Lý Tập, Thái Chân Tư Khánh
- Kế Châu: Mã Sĩ Hoằng, Gia Luật Đắc Trọng, Gia Luật Tông Vân, Gia Luật Tông Điện, Gia Luật Tông Lôi, Gia Luật Tông Lâm, Bảo Mật Thánh, Thiên Sơn Dũng
- Bá Châu: Khang Lý Định An, Kim Phúc thị lang, Diệp Thanh thị lang
- U Châu: Quỳnh Yêu Nạp Diên, Khấu Trấn Viễn
- Thượng Kinh: Ngột Nhan Quang, Ngột Nhan Diên Thọ, Hạ Trọng Bảo, Hạ Sách, Hạ Vân, U Tây Bột Cẩn, Chử Kiên
  - Thập nhất diệu: Ngột Nhan Quang, Gia Luật Đắc Trọng, Gia Luật Đáp Lý Bột, Gia Luật Đắc Vinh, Gia Luật Đắc Hoa, Gia Luật Đắc Trung, Gia Luật Đắc Tín, Chỉ Nhi Phất Lang, Ô Lợi Khả An, Động Tiên Văn Vinh, Khúc Lợi Xuất Thanh
  - Nhị thập bát tú: Tôn Trung, Trương Khởi, Lưu Nhân, Tạ Vũ, Bùi Trực, Cố Vĩnh Hưng, Giả Mậu, Tiêu Đại Quán, Tiết Hùng, Du Đắc Thành, Từ Uy, Lý Ích, Tổ Hưng, Thành Châu Na Hải, Quách Vĩnh Xương, A Lý Nghĩa, Cao Bưu, Thuận Thụ Cao, Quốc Vĩnh Thái, Phan Dị, Chu Báo, Đồng Lý Hợp, Vương Cảnh, Lôi Xuân, Biện Quân Bảo, Lý Phục, Địch Thánh, Ban Cổ Nhi

### Hà Bắc Điền Hổ
- Châu Phần Dương: Điền Hổ, Phòng Học Độ, Phạm Quyền, Lý Thiên Tích, Trịnh Chi Thụy, Tiết Thì, Lâm Hân, Hồ Anh, Đường Hiển
- Cái Châu[12]: Nữu Văn Trung, Phương Quỳnh, An Sĩ Vinh, Chử Hanh, Vu Ngọc Lân, Dương Đoan, Quách Tín, Trương Tường, Phương Thuận, Thẩm An, Lư Nguyên, Vương Cát, Thạch Kính, Tần Thăng, Mạc Chân, Thịnh Bản, Hác Nhân, Tào Hồng, Thạch Tốn, Tang Anh
  - Huyện Lăng Xuyên: Đổng Trừng, Thẩm Ký, Cảnh Cung
  - Huyện Cao Bình: Trương Lễ, Triệu Năng
  - Huyện Thấm Thủy: Trần Khải
  - Huyện Dương Thành: Khấu Phu
- Châu Uy Thắng: Điền Định, Kiều Đạo Thanh, Nhiếp Tân, Phùng Kỷ, Lôi Chấn, Nghê Lân, Phí Trân, Tiết Xán
- Châu Phần Dương: Điền Báo, Mã Linh, Vũ Năng, Từ Cẩn, Sách Hiền, Đảng Thế Long, Lăng Quang, Đoàn Nhân, Miêu Thành, Trần Tuyên
- Phủ Tấn Ninh: Điền Bưu, Điền Thực, Vương Viễn, Diêu Ước, Tôn An, Mai Ngọc, Tần Anh, Kim Trinh, Lục Thanh, Tất Tiệp, Phan Tấn, Dương Phương, Phùng Thăng, Hồ Mại, Lục Phương, Khấu Phu, Trần Khải
- Châu Chiêu Đức: Tôn Kỳ, Diệp Thanh, Kim Đỉnh, Hoàng Việt, Lãnh Ninh, Đới Mỹ, Ông Khuê, Dương Xuân, Ngưu Canh, Thái Trạch
  - Huyện Tương Viên: Ô Lê, Diệp Thanh, Từ Uy, Đường Hiển, Quỳnh Anh, Toàn Linh, Toàn Vũ
  - Ải Hồ Quan: Sơn Sĩ Kỳ, Lục Huy, Sử Định, Ngô Thành, Trọng Lương, Vân Tông Vũ, Ngũ Túc, Trúc Kính
  - Núi Bão Độc: Đường Bân, Văn Trọng Dung, Thôi Dã
  - Huyện Lộ Thành: Trì Phương
- Phủ Thái Nguyên: Trương Hùng, Hạng Trung, Từ Nhạc

### Hoài Tây Vương Khánh
- Phủ Nam Phong: Vương Khánh, Đoàn Tam Nương, Lưu Dĩ Kính, Thượng Quan Nghĩa, Văn Nhân Thế Sùng, Hồ Tuấn, Đoàn Ngũ, Khâu Tường, Phương Hàn
- Uyển Châu: Lưu Mẫn, Lỗ Thành, Trịnh Tiệp, Khấu Mãnh, Cố Sầm, Hàn Triết, Ban Trạch, Tất Thắng
  - Huyện An Xương: Bách Nhân
  - Huyện Nghĩa Dương: Trương Di
- Nhữ Châu: Trương Thọ
  - Huyện Bảo Phong: Vũ Thuận
- Sơn Nam: Đoàn Nhị, Tả Mưu, Tiền Tấn, Tiền Nghi, Khuyết Chứ, Ông Phi, Chư Năng
  - Núi Long Trung: Hạ Cát, My Thắng, Quách Canh, Trần Uân
  - Kỷ Sơn quân: Lý Hoài, Mã Cương, Mã Kính, Viên Lãng, Đằng Quỳ, Đằng Kham
- Quân Châu: Quý Tam Tư, Nghê Triệp
- Tây Kinh (Lạc Dương): Cung Đoan, Hề Thắng, Đỗ Học, Tạ Ninh, Vệ Hạc, Phong Thái, Trác Mậu, Khấu Diệt
  - Huyện Bảo Phong: Vũ Thuận
- Phủ Kinh Nam: Lương Vĩnh
- Châu Vân An: Thi Tuấn
- Châu An Đức: Liễu Nguyên, Phan Trung
- Phủ Đông Xuyên: Lý Hùng, Tất Tiên, Hồ Hiển

### Giang Nam Phương Lạp
- Gia tộc: Phương Lạp, Phương Thiên Định, Phương Kim Chi, Phương Bách Hoa, Phương Mạo, Phương Hậu, Phương Kiệt, Kha Dẫn
- Động Bang Nguyên: Lâu Mẫn Trung, Phùng Hỉ, Đỗ Vi, Hạ Tùng Long, Trịnh Bưu, Bao Đạo Ất, Phương Kiệt, Bàng Thu Hà
- Dương Châu: Trần Quán, Trần Ích, Trần Thái, Ngô Thành
- Nhuận Châu: Lã Sư Nang
  - Giang Nam thập nhị thần: Thẩm Cương, Phan Văn Đắc, Ứng Minh, Từ Thống, Trương Cận Nhân, Thẩm Trạch, Triệu Nghị, Cao Khả Lập, Phạm Trù, Trác Vạn Lý, Hòa Đồng, Thẩm Biện
- Tú Châu: Đoàn Khải
- Mục Châu: Tổ Sĩ Viễn, Thẩm Thọ, Hoàn Dật, Đàm Cao, Bạch Khâm, Cảnh Đức, Hạ Hầu Thành
  - Đông Quản: Ngũ Ứng Tinh
  - Đèo Ô Long: Thành Quý, Trạch Nguyên, Kiều Chính, Tạ Phúc
- Hàng Châu: Phương Thiên Định
  - Tứ đại nguyên soái: Đặng Nguyên Giác, Thạch Bảo, Lệ Thiên Nhuận, Tư Hành Phương
  - Nhị thập tứ tướng: Lệ Thiên Hựu, Ngô Trị, Triệu Nghị, Hoàng Ái, Tiều Trung, Thang Phùng Sĩ, Vương Tích, Tiết Đấu Nam, Lãnh Cung, Trương Kiệm, Nguyên Hưng, Diêu Nghĩa, Ôn Khắc Nhượng, Mao Địch, Vương Nhân, Thôi Úc, Liêm Minh, Từ Bạch, Trương Đạo Nguyên, Phượng Nghi, Trương Thao, Tô Kính, Mễ Tuyền, Bối Ứng Quỳ
  - Ải Độc Tùng: Ngô Thăng, Tưởng Ấn, Vệ Hanh, Lưu Chí Đạt, Thạch Hùng, Phương Bưu
  - Huyện Phú Dương: Viên bình sự
- Tô Châu: Phương Mạo, Diệp Quý, Hình Chính, Vệ Trung, Lưu Uân, Trương Uy, Từ Phương, Quách Thế Quảng, Ô Phúc, Cẩu Chính, Chân Thành, Xương Thịnh
  - Huyện Thái Thương: Nghiêm Dũng, Lý Ngọc
- Thường Châu: Tiền Chấn Bằng, Kim Tiết, Hứa Định
- Tuyên Châu: Gia Dư Khánh, Lý Thiều, Hàn Minh, Đỗ Kính Thần, Lỗ An, Phan Tuấn, Trình Thắng Tổ
- Hồ Châu: Cung Ôn
- Hấp Châu: Phương Hậu, Vương Dần, Cao Ngọc
  - Ải Dục Lĩnh: Bàng Vạn Xuân, Lôi Quýnh, Kế Tắc

### Triều đình Đại Kim
- Quân chủ: Hoàn Nhan Mân, Hoàn Nhan Thịnh
- Niêm Một Hát, Oát Ly Bất, Ngột Truật, Bột Cận, Đàm Hóa, Thát Lại, Thốc Lỗ, Ô Lộc, A Hắc Ma, Lưu Mộng Giao
- Ngụy Sở: Trương Bang Xương, Lã Hảo Vấn, Ngô Kiên, Mạc Trù, Vương Thời Ung, Mai Chấp Lễ, Mao Cán
- Ngụy Tề: Lưu Dự, Lưu Nghê, Trương Bảo

### Thế lực lục lâm
- Ẩm Mã Xuyên: Bùi Tuyên, Đặng Phi, Mạnh Khang
- Núi Bạch Hổ: Khổng Minh, Khổng Lượng
- Sông Dương Tử: Trương Vượng, Tôn Ngũ
- Núi Đào Hoa: Lý Trung, Chu Thông
- Núi Đăng Vân: Trâu Uyên, Trâu Nhuận
- Núi Đối Ảnh: Lã Phương, Quách Thịnh
- Núi Hoàng Môn: Âu Bằng, Mã Lân, Tưởng Kính, Đào Tông Vượng
- Núi Mang Đãng: Phàn Thụy, Hạng Sung, Lý Cổn
- Núi Ngô Công: Vương Đạo Nhân, Lý Nhị Tăng
- Núi Ngưu Đầu: Vương Giang, Đổng Hải
- Núi Nhị Long: Đặng Long, Lỗ Trí Thâm, Vũ Tùng, Dương Chí, Tào Chính, Trương Thanh, Tôn Nhị Nương, Thi Ân
- Núi Phòng Sơn: Liêu Lập
- Núi Thanh Phong: Yến Thuận, Vương Anh, Trịnh Thiên Thọ
- Gò Thập Tự: Trương Thanh, Tôn Nhị Nương
- Núi Thiếu Hoa: Sử Tiến, Chu Vũ, Trần Đạt, Dương Xuân
- Trấn Yết Dương: Mục Hoằng, Mục Xuân, Lý Tuấn, Đồng Uy, Đồng Mãnh, Lý Lập, Trương Hoành, Trương Thuận

### Triều đình Nam Tống
- Hoàng đế: Tống Cao Tông
- Phạm Thành Đại, Lục Phóng Ông
- Trương Tuấn, Miêu Phó, Dương Nghi Trung, Điền Sư Trung, Lương Dương Tổ

### Tiếng Việt
- Thủy hử, lời bình Kim Thánh Thán, Trần Tuấn Khải dịch, Nhà xuất bản Văn học, Hà Nội, 2001.
- Hậu Thủy hử, Ngô Đức Thọ, Nguyễn Thúy Nga dịch, Nhà xuất bản Văn học, Hà Nội, 2002.
- Đãng khấu chí, Ông Văn Tùng dịch, Nhà xuất bản Đà Nẵng, Đà Nẵng, 1999.
- Kim Bình Mai, Phan Văn Các hiệu đính, Nhà xuất bản Lao động, Hà Nội, 2002.
- Lý Mộng Hà, 108 anh hùng Lương Sơn Bạc, Nhà xuất bản Tổng hợp Đồng Nai, Đồng Nai, 2002.

### Tiếng Trung
Thủy hử (bản 120 hồi):
1. ^ Tự
2. ^ Dẫn thủ
3. ^ Hồi 1
4. ^ Hồi 2
5. ^ Hồi 3
6. ^ Hồi 4
7. ^ Hồi 5
8. ^ Hồi 6
9. ^ Hồi 7
10. ^ Hồi 8
11. ^ Hồi 9
12. ^ Hồi 10
13. ^ Hồi 11
14. ^ Hồi 12
15. ^ Hồi 13
16. ^ Hồi 14
17. ^ Hồi 15
18. ^ Hồi 16
19. ^ Hồi 17
20. ^ Hồi 18
21. ^ Hồi 19
22. ^ Hồi 20
23. ^ Hồi 21
24. ^ Hồi 22
25. ^ Hồi 23
26. ^ Hồi 24
27. ^ Hồi 25
28. ^ Hồi 26
29. ^ Hồi 27
30. ^ Hồi 28
31. ^ Hồi 29
32. ^ Hồi 30
33. ^ Hồi 31
34. ^ Hồi 32
35. ^ Hồi 33
36. ^ Hồi 34
37. ^ Hồi 35
38. ^ Hồi 36
39. ^ Hồi 37
40. ^ Hồi 38
41. ^ Hồi 39
42. ^ Hồi 40
43. ^ Hồi 41
44. ^ Hồi 42
45. ^ Hồi 43
46. ^ Hồi 44
47. ^ Hồi 45
48. ^ Hồi 46
49. ^ Hồi 47
50. ^ Hồi 48
51. ^ Hồi 49
52. ^ Hồi 50
53. ^ Hồi 51
54. ^ Hồi 52
55. ^ Hồi 53
56. ^ Hồi 54
57. ^ Hồi 55
58. ^ Hồi 56
59. ^ Hồi 57
60. ^ Hồi 58
61. ^ Hồi 59
62. ^ Hồi 60
63. ^ Hồi 61
64. ^ Hồi 62
65. ^ Hồi 63
66. ^ Hồi 64
67. ^ Hồi 65
68. ^ Hồi 66
69. ^ Hồi 67
70. ^ Hồi 68
71. ^ Hồi 69
72. ^ Hồi 70
73. ^ Hồi 71
74. ^ Hồi 72
75. ^ Hồi 73
76. ^ Hồi 74
77. ^ Hồi 75
78. ^ Hồi 76
79. ^ Hồi 77
80. ^ Hồi 78
81. ^ Hồi 79
82. ^ Hồi 80
83. ^ Hồi 81
84. ^ Hồi 82
85. ^ Hồi 83
86. ^ Hồi 84
87. ^ Hồi 85
88. ^ Hồi 86
89. ^ Hồi 87
90. ^ Hồi 88
91. ^ Hồi 89
92. ^ Hồi 90
93. ^ Hồi 91
94. ^ Hồi 92
95. ^ Hồi 93
96. ^ Hồi 94
97. ^ Hồi 95
98. ^ Hồi 96
99. ^ Hồi 97
100. ^ Hồi 98
101. ^ Hồi 99
102. ^ Hồi 100
103. ^ Hồi 101
104. ^ Hồi 102
105. ^ Hồi 103
106. ^ Hồi 104
107. ^ Hồi 105
108. ^ Hồi 106
109. ^ Hồi 107
110. ^ Hồi 108
111. ^ Hồi 109
112. ^ Hồi 110
113. ^ Hồi 111
114. ^ Hồi 112
115. ^ Hồi 113
116. ^ Hồi 114
117. ^ Hồi 115
118. ^ Hồi 116
119. ^ Hồi 117
120. ^ Hồi 118
121. ^ Hồi 119
122. ^ Hồi 120

Đãng khấu chí:
1. ^ Tự
2. ^ Hồi 71
3. ^ Hồi 72
4. ^ Hồi 73
5. ^ Hồi 74
6. ^ Hồi 75
7. ^ Hồi 76
8. ^ Hồi 77
9. ^ Hồi 78
10. ^ Hồi 79
11. ^ Hồi 80
12. ^ Hồi 81
13. ^ Hồi 82
14. ^ Hồi 83
15. ^ Hồi 84
16. ^ Hồi 85
17. ^ Hồi 86
18. ^ Hồi 87
19. ^ Hồi 88
20. ^ Hồi 89
21. ^ Hồi 90
22. ^ Hồi 91
23. ^ Hồi 92
24. ^ Hồi 93
25. ^ Hồi 94
26. ^ Hồi 95
27. ^ Hồi 96
28. ^ Hồi 97
29. ^ Hồi 98
30. ^ Hồi 99
31. ^ Hồi 100
32. ^ Hồi 101
33. ^ Hồi 102
34. ^ Hồi 103
35. ^ Hồi 104
36. ^ Hồi 105
37. ^ Hồi 106
38. ^ Hồi 107
39. ^ Hồi 108
40. ^ Hồi 109
41. ^ Hồi 110
42. ^ Hồi 111
43. ^ Hồi 112
44. ^ Hồi 113
45. ^ Hồi 114
46. ^ Hồi 115
47. ^ Hồi 116
48. ^ Hồi 117
49. ^ Hồi 118
50. ^ Hồi 119
51. ^ Hồi 120
52. ^ Hồi 121
53. ^ Hồi 122
54. ^ Hồi 123
55. ^ Hồi 124
56. ^ Hồi 125
57. ^ Hồi 126
58. ^ Hồi 127
59. ^ Hồi 128
60. ^ Hồi 129
61. ^ Hồi 130
62. ^ Hồi 131
63. ^ Hồi 132
64. ^ Hồi 133
65. ^ Hồi 134
66. ^ Hồi 135
67. ^ Hồi 136
68. ^ Hồi 137
69. ^ Hồi 138
70. ^ Hồi 139
71. ^ Hồi 140
72. ^ Kết tử

Thủy hử hậu truyện:
1. ^ Tự
2. ^ Hồi 1
3. ^ Hồi 2
4. ^ Hồi 3
5. ^ Hồi 4
6. ^ Hồi 5
7. ^ Hồi 6
8. ^ Hồi 7
9. ^ Hồi 8
10. ^ Hồi 9
11. ^ Hồi 10
12. ^ Hồi 11
13. ^ Hồi 12
14. ^ Hồi 13
15. ^ Hồi 14
16. ^ Hồi 15
17. ^ Hồi 16
18. ^ Hồi 17
19. ^ Hồi 18
20. ^ Hồi 19
21. ^ Hồi 21
22. ^ Hồi 22
23. ^ Hồi 23
24. ^ Hồi 24
25. ^ Hồi 25
26. ^ Hồi 26
27. ^ Hồi 27
28. ^ Hồi 28
29. ^ Hồi 29
30. ^ Hồi 30
31. ^ Hồi 30
32. ^ Hồi 31
33. ^ Hồi 32
34. ^ Hồi 33
35. ^ Hồi 34
36. ^ Hồi 35
37. ^ Hồi 36
38. ^ Hồi 37
39. ^ Hồi 38
40. ^ Hồi 39
41. ^ Hồi 40

Hậu Thủy hử truyện:
1. ^ Tự
2. ^ Hồi 1
3. ^ Hồi 2
4. ^ Hồi 3
5. ^ Hồi 4
6. ^ Hồi 5
7. ^ Hồi 6
8. ^ Hồi 7
9. ^ Hồi 8
10. ^ Hồi 9
11. ^ Hồi 10
12. ^ Hồi 11
13. ^ Hồi 12
14. ^ Hồi 13
15. ^ Hồi 14
16. ^ Hồi 15
17. ^ Hồi 16
18. ^ Hồi 17
19. ^ Hồi 18
20. ^ Hồi 19
21. ^ Hồi 20
22. ^ Hồi 21
23. ^ Hồi 22
24. ^ Hồi 23
25. ^ Hồi 24
26. ^ Hồi 25
27. ^ Hồi 26
28. ^ Hồi 27
29. ^ Hồi 28
30. ^ Hồi 29
31. ^ Hồi 30
32. ^ Hồi 31
33. ^ Hồi 32
34. ^ Hồi 33
35. ^ Hồi 34
36. ^ Hồi 35
37. ^ Hồi 36
38. ^ Hồi 37
39. ^ Hồi 38
40. ^ Hồi 39
41. ^ Hồi 40
42. ^ Hồi 41
43. ^ Hồi 42
44. ^ Hồi 43
45. ^ Hồi 44
46. ^ Hồi 45

Thủy hử truyện (bản 115 hồi):
1. ^ Dẫn thủ
2. ^ Hồi 1
3. ^ Hồi 2
4. ^ Hồi 3
5. ^ Hồi 4
6. ^ Hồi 5
7. ^ Hồi 6
8. ^ Hồi 7
9. ^ Hồi 8
10. ^ Hồi 9
11. ^ Hồi 10
12. ^ Hồi 11
13. ^ Hồi 12
14. ^ Hồi 13
15. ^ Hồi 14
16. ^ Hồi 15
17. ^ Hồi 16
18. ^ Hồi 17
19. ^ Hồi 18
20. ^ Hồi 19
21. ^ Hồi 20
22. ^ Hồi 21
23. ^ Hồi 22
24. ^ Hồi 23
25. ^ Hồi 24
26. ^ Hồi 25
27. ^ Hồi 26
28. ^ Hồi 27
29. ^ Hồi 28
30. ^ Hồi 29
31. ^ Hồi 30
32. ^ Hồi 31
33. ^ Hồi 32
34. ^ Hồi 33
35. ^ Hồi 34
36. ^ Hồi 35
37. ^ Hồi 36
38. ^ Hồi 37
39. ^ Hồi 38
40. ^ Hồi 39
41. ^ Hồi 40
42. ^ Hồi 41
43. ^ Hồi 42
44. ^ Hồi 43
45. ^ Hồi 44
46. ^ Hồi 45
47. ^ Hồi 46
48. ^ Hồi 47
49. ^ Hồi 48
50. ^ Hồi 49
51. ^ Hồi 50
52. ^ Hồi 51
53. ^ Hồi 52
54. ^ Hồi 53
55. ^ Hồi 54
56. ^ Hồi 55
57. ^ Hồi 56
58. ^ Hồi 57
59. ^ Hồi 58
60. ^ Hồi 59
61. ^ Hồi 60
62. ^ Hồi 61
63. ^ Hồi 62
64. ^ Hồi 63
65. ^ Hồi 64
66. ^ Hồi 65
67. ^ Hồi 66
68. ^ Hồi 67
69. ^ Hồi 68
70. ^ Hồi 69
71. ^ Hồi 70
72. ^ Hồi 71
73. ^ Hồi 72
74. ^ Hồi 73
75. ^ Hồi 74
76. ^ Hồi 75
77. ^ Hồi 76
78. ^ Hồi 77
79. ^ Hồi 78
80. ^ Hồi 79
81. ^ Hồi 80
82. ^ Hồi 81
83. ^ Hồi 82
84. ^ Hồi 83
85. ^ Hồi 84
86. ^ Hồi 85
87. ^ Hồi 86
88. ^ Hồi 87
89. ^ Hồi 88
90. ^ Hồi 89
91. ^ Hồi 90
92. ^ Hồi 91
93. ^ Hồi 92
94. ^ Hồi 93
95. ^ Hồi 94
96. ^ Hồi 95
97. ^ Hồi 96
98. ^ Hồi 97
99. ^ Hồi 98
100. ^ Hồi 99
101. ^ Hồi 100
102. ^ Hồi 101
103. ^ Hồi 102
104. ^ Hồi 103
105. ^ Hồi 104
106. ^ Hồi 105
107. ^ Hồi 106
108. ^ Hồi 107
109. ^ Hồi 108
110. ^ Hồi 109
111. ^ Hồi 110
112. ^ Hồi 111
113. ^ Hồi 112
114. ^ Hồi 113
115. ^ Hồi 114
116. ^ Hồi 115